# عرفجة بن هرثمة البارقي
عرفجة بن هرثمة بن عبد العزى بن زهير بن ثعلبة البارقي (30 ق.هـ - 34 هـ / 592م - 654م) هو صحابي، وأمير، وقائد عسكري، ووالي، وسياسي، ورجل دولة عربي مسلم. برز ما بين عام 11 هـ-632م وعام 34 هـ-654م بخوضه الكثير من المعارك والغزوات والحملات العسكرية على كُلٍّ مِن الإمبراطوريَّة الفارسيَّة الساسانيَّة في إيران والعراق والإمبراطورية البيزنطية في تكريت والموصل، وكانت جلَّ حروبه وأغلبها على الدولة الساسانيَّة.
كان عرفجة بن هرثمة من دهاة العرب، ذوي الرأي والمكيدة في الحرب، والنجدة. ومن أجلاء الصحابة الأبطال، ولقد كان أمير لواء من الألوية الإحدى عشرة التي عقدها الخليفة الأول أبو بكر الصديق لقتال المرتدّين في مناطق شبه الجزيرة العربية، وهو أول قائد عربي في الإسلام ركب السفن غازيًا بلد فارس وجرَّأَ العرب من بعده على ركوب البحار.
وهو أحد الأمراء القادة في معارك البويب، والبصرة، والأبلة، والسواد، والقادسية. وكان في وفد الحكماء القادة الذي فاوض رستم فرخزاد، وبعد فتح المدائن قاد عرفجة جيش الفرسان في فتح تكريت والموصل، وولي خراج الموصل ونينوى بعد فتحها صلحًا. وما لبث أن أعاده عمر بن الخطاب مع عتبة بن غزوان إلى جنوب العراق وأمرهما بتمصير البصرة وتوطين المقاتلة العرب، ثم بعثه عتبة بن غزوان ضمن قادة البصرة لفك الحصار الساسانيَّ عن قوات العلاء الحضرمي في فارس، كما أُرسل بأمر عمر إلى محاربة الهرمزان، فزحف مع جيش البصرة إلى الأهواز، فشهد وقائعها. وتقدم إلى تستر، وهزم الهرمزان.
ولاه عمر بن الخطاب أميرًا على ولاية الموصل سنة 22 هـ، وبقي عرفجة والياً على الموصل في خلافة عثمان حتى وفاته سنة 34 هـ. ويُذكر أنه كان محبًا للعمران، عُمِّرت الموصل في أيامه، وجعلها خططا لقبائل العرب، وابتنى بها جامع فكثرت الدور فيها، ثم أَتى شرق دجلة وبَنَى مدينة الحديثة، فحصنها وعسكر ثغورها، وقام بتوطين آلاف الجند، فاستقر أمنها. ويُشار إلى أنه كان محبوباً من أبناء الموصل، حكمها عدلاً، ونظم إدارتها، وقام بأعمال كثيرة تعد بالنسبة إلى زمانها من المشروعات الجبارة، ويعدّه المؤرخون مؤسس العصر العربي الإسلامي في الموصل.

## حياته وسيرته

### نسبه

حصن تاريخي يعود لفترة قبل الإسلام في محافظة بارق - حيث نشأ آباء عرفجة بن هرثمة.

- عرفجة بن هرثمة بن عبد العزى بن زهير بن ثعلبة البارقي،[17] يمتد نسبه إلى بارق بن حارثة بن عمرو مزيقياء بن عامر بن حارثة بن امريء القيس بن ثعلبة بن مازن بن الأزد بن الغوث بن نبت بن مالك بن زيد بن كهلان بن سبأ.[18] وقال عرفجة عن نسبه: «أَنَا امْرُؤٌ مِنَ الأَزْدِ ثُمَّ مِنْ بَارِقَ، فِي كَثفٍ لا يُحْصَى عَدَدُهُ وَحَسَبٍ غَيْرِ مُؤْتَشِبٍ ».[19][20]

### نشأته

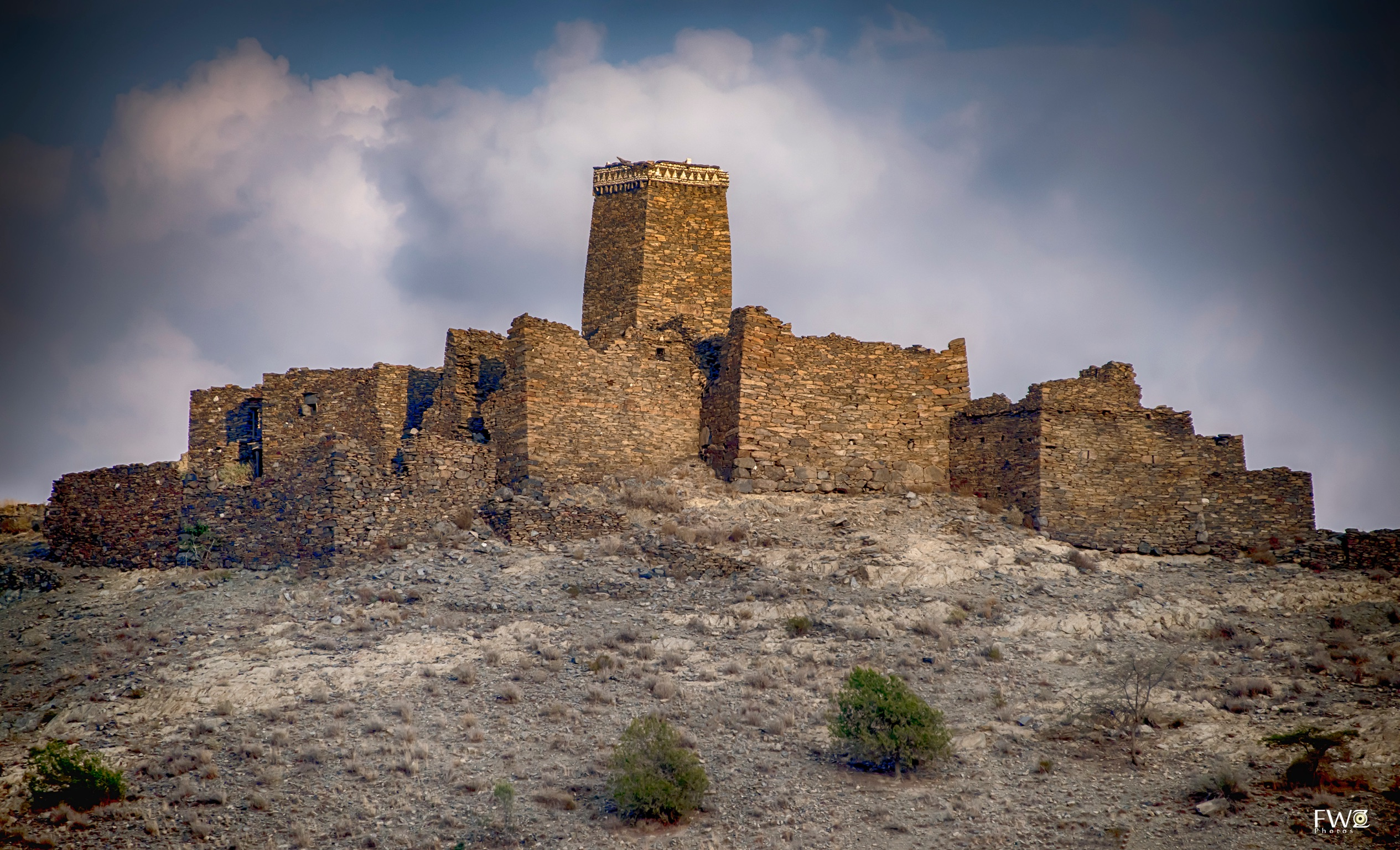
بلاد بجيلة حيث نشأ عرفجة.

وقعت بين أفخاذ بارق حرب وثارات، فقُرّرْ على قوم عرفجة أن يخرجوا منها، فلحقوا قبيلة بجيلة، وشارك قومه في يوم شعب جبلة مع بجيلة حلفاء بني عامر بن صعصعة - أعظم أيام العرب - وكان لهم مقاماتٌ محمودةٌ وبلاءٌ حسن، وفي ذلك يقول عرفجة: «كُنَّا أَصَبْنَا فِي الْجَاهِلِيَّةِ دَمًا فِي قَوْمنَا فَلَحِقْنَا بَجِيلَةَ». وكان رهط عرفجة من بارق حالف بجيلة، وجميع بطون بجيلة كانت في قبائل بني عامر بن صعصعة عدا قسر، قال ابن إسحاق: «قَيْسَ كُبَّةَ وَسَحْمَةَ وَعُرَيْنَةَ، وَكَانُوا فِي قَبَائِلِ بَنِي عَامِرِ بْنِ صَعْصَعَةَ، وَأَمَّرَ عَلَيْهِمْ عَرْفَجَةَ بْنَ هَرْثَمَةَ»، وقال صاحب العقد الفريد: «وَكَانَ رَهَطُ الْمُعَقِّرِ الْبَارِقِيِّ يَوْمَئِذٍ فِي بَنِي نمير بِنْ عَامِرِ، وَكَانَتْ قَبَائِلُ بَجِيلَةَ كُلُّهَا فِيهِمْ غَيْرَ قَسْرٍ».
نشأ عرفجة بن هرثمة في بيت مترف، وكان خطيباً مفوهاً فصيحاً، قوي الحجة، قوي البنية ماهراً بالقتال بالسيف وبضروب الفروسية، حاضر البديهة، عمل بالتجارة وأكسبه ذلك سعة الأفق ومعرفة الناس، إضافة إلى إطلاعه على أوضاع البلاد التي تاجر معها وأحوالها، وكان في الجاهلية حاكمًا كثير المال لا يُرد، قويًا يتبعه الرجال، وفي ذلك روى جودت باشا عن الواقدي قوله: «عرفجة بن هرثمة: شيخ النخيلة، الذي كان قابضًا على زمام القوة من المال والرجال وحاكم مسكت».
وقد أهّلته تلك الصفات في أن يكون سيد بجيلة، وفي ذلك قال ابن إسحاق: «وَكَانَ عَرْفَجَةُ يَوْمَئِذٍ سَيَّدَ بَجِيلَةَ». وعن سيادته وقومه على بجيلة قال عرفجة لعمر بن الخطاب: «كُنَّا أَصَبْنَا فِي الْجَاهِلِيَّةِ دَمًا فِي قَوْمنَا فَلَحِقْنَا بَجِيلَةَ، فَبَلَغْنَا فِيهِمْ مِنَ السُّؤْدُدِ مَا بَلَغَكَ»، وكان عرفجة بن هرثمة من سليل فرسان فهو رهط معقر البارقي أحد أشهر فرسان العرب الشعراء في الجاهلية. ترأس عرفجة بجيلة وهو شاب حتى ظهور الإسلام ثم حتى أوائل خلافة عمر بن الخطاب 13 هـ، وفي ذلك عرفجة يقول: «فَكُنْتُ فِي هَؤُلاءِ - بَجِيلَةَ - أَسُودُهُمْ وَأَقُودُهُمْ».

### إسلامه
| لا أَعفيكم بمن أقدمكم هِجْرة وإِسلامًا، وأعظمكم بلاءً وَإِحسانًا. |
| —عمر بن الخطاب لبجيلة                                    |

لم تذكر كتب التراجم أي خبر عن وفادة عرفجة إلى رسول الله وفترة مكوثه بالمدينة المنورة وصحبته لرسول الله، ولكن في ذكر عمر بن الخطاب أن عرفجة له هجرة، وأنه كان أقدم بجيلة هجرة وإسلاماً، فعندما أمر عمر بن الخطاب عرفجة بن هرثمة على بجيلة في أوائل فتوح العراق سنة 13 هـ، «قَالُوا: أَعْفِنَا مِنْ عَرْفَجَةَ. فَقَالَ عُمَرَ: لا أَعْفِيكُمْ مِنْ أَقْدَمِكُمْ هِجْرَةً وَإِسْلامًا، وَأَعْظَمِكُمْ بَلاءً وَإِحْسَانًا».
وغني عن البيان أنه لا يقال لأي من الصحابة (له هجرة)؛ إلا إذا كان قد وفد وصحب رسول الله قبل فتح مكة، لقول النبي:«لَا هِجْرَةَ بَعْدَ الْفَتْحِ». وقد قال عمر بن الخطاب لبجيلة إن عرفجة: «أَقْدَمِكُمْ هِجْرَةً وَإِسْلامًا»، فذلك يدل على وفادة عرفجة إلى رسول الله في السنة السابعة الهجرية أو قبلها - أي قبل فتح مكة في السنة الثامنة - ولقد ساهم عرفجة في نشر الإسلام بين عشائر بجيلة التي كان يرأسها، وكذلك قبيلته الأزد لأن علاقته بها لم تنقطع. قال محمد بن أحمد باشميل: «كَانَ الخَلِيفَةُ يُجِلُّ وَيَحْتَرِمُ عَرْفَجَةُ لِسَابِقَتِهِ فِي الإِسْلَامِ وَلِبَلَائِه فِي حُرُوْبُ الرِّدَّةِ».

## حروب الردة

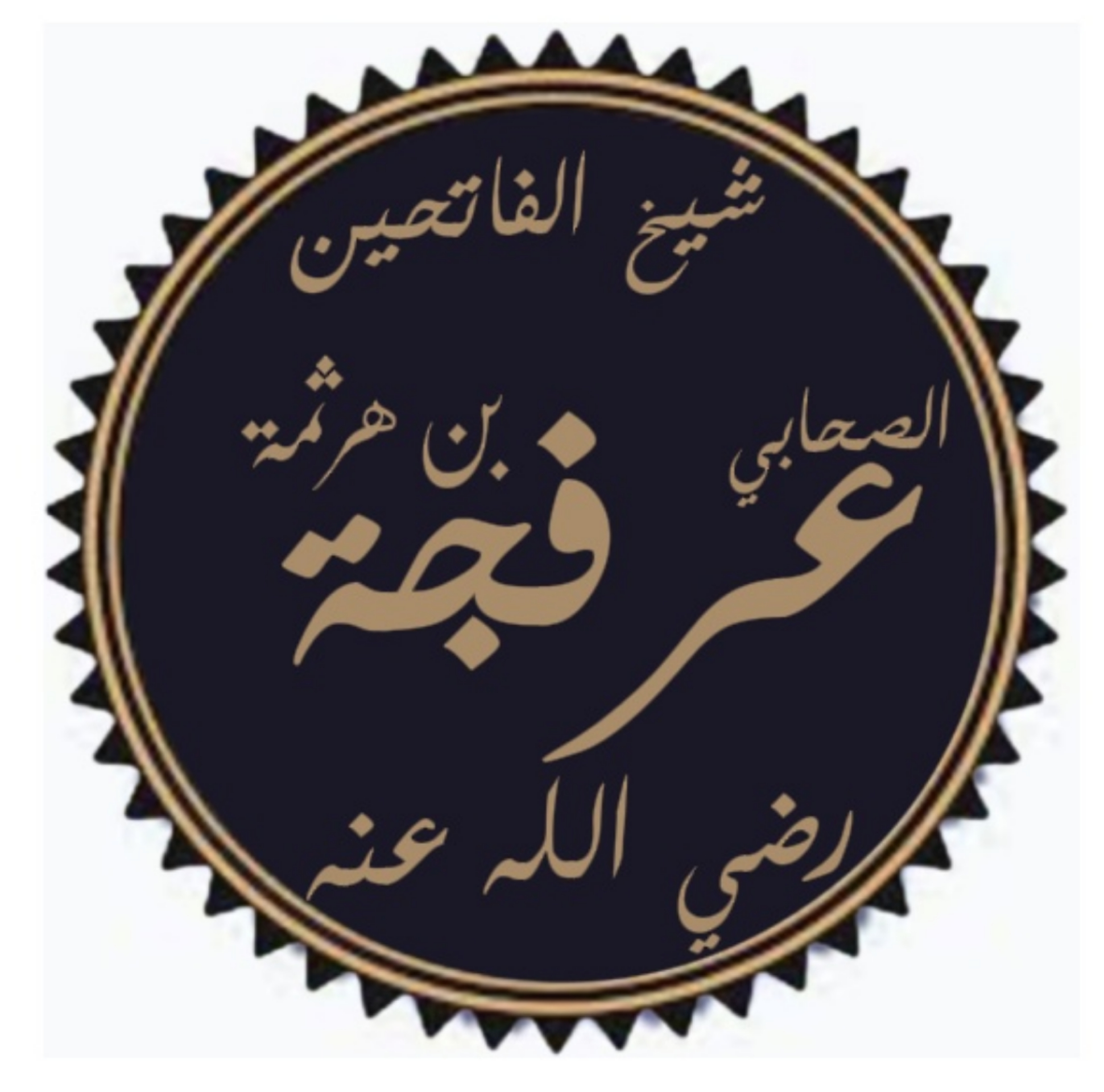
ممثل سوري في دور عرفجة بن هرثمة في الجزء الأول من مسلسل خالد بن الوليد.

خريطة تُظهرُ الحملات التي أرسلها أبو بكر إلى قتال أهل الرِّدَّة وما تلاها من حملات خارج شبه الجزيرة العربيَّة.

برز اسم عرفجة بن هرثمة البارقي لأول مرة في حروب الردة الحاسمة، قال الحافظ ابن حجر العسقلاني في ترجمة عرفجة: «ذكر وثيمة في الردة أن أبا بكر الصديق أَمدّ به جيفر بن الجلندي - ملك عمان - لما ارتدَّ أهلها. وروى سهل بن يوسف عن القاسم بن محمد: أنّ أبا بكر الصديق أَمَّره في حرب أهل الردة»، وهذا يدل على أنه قديم الإسلام وبذل جهوداً مشرفه في جهاده في العهد النبوي، ونشره للدعوة رشحته ليكون أحد أمراء حروب الردة التي عقدها أبو بكر الصديق بعد وفاة النبي.
والخبر أنه لما تولى أبو بكر الصديق الخلافة، واضطرب الأمر في شبه الجزيرة العربية، انطلق عرفجة بن هرثمة البارقي من بلاد قومه في جمع من فرسان بارق وبجيلة إلى أبي بكر الصديق بالمدينة المنورة. ثم كان عرفجة من الأمراء القادة الذين عقد لهم أبو بكر ألوية الإمارة والقيادة على مناطق الجزيرة العربية أيام الردة، ففي المنتصف الثاني من سنة 11 هـ اختار وبعث أبو بكر إحدى عشر من الصحابة، وعقد لهم ألوية الإمارة والقيادة، ووجهم لقتال المرتدين، قال ابن الأثير في قول الطبري: «قَطَعَ أَبُو بَكْرٍ الْبُعُوثَ وَعَقَدَ الْأَلْوِيَةِ، فَعَقَدَ أَحَدَ عَشَرَ لِوَاءً: عَقَدَ لِوَاءً لِخَالِدِ بْنِ الْوَلِيدِ وَأَمَرَهُ بِطُلَيْحَةَ بْنِ خُوَيْلِدٍ.. وَعَقَدَ لِحُذَيْفَةَ بْنِ مِحْصَنٍ الْغَلْفَانِيِّ وَأَمَرَهُ بِأَهْلِ دَبَا، وَعَقَدَ لِعَرْفَجَةَ بْنِ هَرْثَمَةَ وَأَمَرَهُ بِمَهْرَةَ؛ وَأَمَرَهُمَا أَنْ يَجْتَمِعَا وَكُلُّ وَاحِدٍ مِنْهُمَا عَلَى صَاحِبِهِ فِي عَمَلِهِ.. فَفَصَلَتِ الْأُمَرَاءُ مِنْ ذِي الْقَصَّةِ، وَلَحِقَ بِكُلِّ أَمِيرٍ جُنْدُهُ، وَعَهِدَ إِلَى كُلِّ أَمِيرٍ، وَكَتَبَ إِلَى جَمِيعِ الْمُرْتَدِّينَ نُسْخَةً وَاحِدَةً، يَأْمُرُهُمْ بِمُرَاجَعَةِ الْإِسْلَامِ وَيُحَذِّرُهُمْ، وَسَيَّرَ الْكُتُبَ إِلَيْهِمْ مَعَ رُسُلِهِ.»
بعد وفاة النبي ﷺ ظهر في عُمان رجل يقال له: ذو التاج لقيط بن مالك الأزدي، فادعى النبوة، قال الواقدي: «قدم وفد الأزد من دبا مقرّين بالإسلام على رسول الله ﷺ، فبعث عليهم مصدقا منهم يقال له حذيفة بن محصن البارقي ثم الأزدي من أهل دبا، فكان يأخذ صدقات أغنيائهم ويردها إلى فقرائهم، وبعث إلى النبي ﷺ، بفرائض لم يجد لها موضعا، فلما مات رسول الله ﷺ، ارتدّوا». وقال البلاذري:«لما قبض رسول الله ﷺ ارتدت الأزد وعليها لقيط بن مالك ذو التاج، وانحازت إلى دبا - وبعضهم يقول دما في دبا - فوجه أبو بكر  إليهم حذيفة بن محصن البارقي من الأزد.» فتبع لقيط معظم الأزد من عُمان، وقهر جيفراً وعبيداً ومن عارضه، وألجأهم إلى الجبال، فبعث جيفر إلى الخليفة الصديق فأخبره الخبر، وطلب مدداً، فبعث أبي بكر أعظم قواده عرفجة بن هرثمة، وفي ذلك قال وثيمة في الردة:«أن أبا بكر الصديق أَمدّ جيفر بن الجلندي - ملك عمان - بعرفجة بن هرثمة لما ارتدَّ أهلها». وبعث أبي بكر مع عرفجة حذيفة بن محصن البارقي عامل النبي على دبا، فعقد الخليفة الصديق لواءين لعرفجة وحذيفة - وهما من الأزد - في محاولة من أبي بكر لإخماد متمردي الأزد برجال منهم دون قتال. وأمرهما أن يجتمعا ويتفقا ويبتدئا بعُمان، فحذيفة هو الأمير في عُمان، فإذا ساروا إلى بلاد مهرة فعرفجة الأمير. وكان أبو بكر قد أرسل إلى عكرمة بن أبي جهل يأمره أن يلحق بالبارقيين حذيفة وعرفجة. لحق عكرمة بعرفجة وحذيفة في مكان يُسمى «رجام» قبل أن يصلا إلى عُمان، فراسلوا جيفراً والقبائل التي ثبتت على الولاء للخليفة والإسلام.
اجتمع جيفر وعبيد بمكان يقال له صُحار فعسكرا به، وبعثا إلى أُمراء الصديق، فقدموا جميعًا صحار. وبلغ لقيط بن مالك مجيء الجيش، فعسكر في جموعه بدبا، قال ابن خلدون:«بلغ لقيطا مجئ الجيوش فعسكر بمدينة دبا. وعسكر جيفر وعبيد بصحار. واستقدموا عكرمة وحذيفة وعرفجة. وكاتبوا رؤساء الدين، فقدموا بجيوشهم». تحرك عرفجة وعكرمة وحذيفة ومن معهم من صحار إلى أن وصلوا دبا، فقاتلوا المتمردين في منطقة دبا قتالا عنيفاً، ودارت الدائرة على المسلمين، حتى أوشك لقيط الانتصار، عندئذ وصل مدد بني ناجية وعبد القيس عليهم الخريت بن راشد وابن صوحان، فانتصروا على جيش لقيط، وفي ذلك قال ابن حجر: «كان بعمان لقيط بن مالك الأزديّ، فادّعى النّبوة، فقاتل‌ عكرمة وعرفجة وجيفر وعبيد فاستعلاهم، فأتى المسلمين مدد من بني ناجية وعبد القيس عليهم الحارث بن راشد وصيحان بن صوحان العبديّ، فقوي المسلمون، وانهزم لقيط، وقتل‌». كما خاضوا معركة عنيفة أخرى في منطقة مهرة انتصروا فيها على المرتدين أيضاً، وأعادوا تلك المناطق إلى لواء الدولة.
وبعد أن استتب الأمر في عمان ومهرة، مكث حذيفة بن محصن في مدينة دبا بعمان، قال ابن الأثير في قول الطبري: «بعثوا بالخمس إلى أبي بكر مع عرفجة، وأقام حذيفة بعمان يسكن الناس»، وسار عرفجة البارقي بالأسرى المتمردين على أبي بكر الصديق، فأمر أبو بكر بقتل المقاتلة وسبي الذراري؛ وفي ذلك روى ابن أَعْثَم:«فهمّ أبو بكر  بقتل المقاتلة وقسمة النساء والذرية، فقال له عمر بن الخطاب : يا خليفة رسول الله ﷺ! إن القوم على دين الإسلام وذلك أني أراهم يحلفون بالله مجتهدين: ما كنا رجعنا عن دين الإسلام، ولكن شحوا على أموالهم، وقد كان منهم ما كان فلا تعجل عليهم واحبسهم عندك إلى أن ترى فيهم رأيك، قال: فأمر بهم أبو بكر فحبسوا». وقد اعترض عرفجة على حكم أبي بكر، وفداء الأسرى العُمانيون بنفسه ودمه وكان يقول خذوني بهم، ونظر عرفجة إلى المهلب بن أبي صفرة فقال:«خذوني به إن لم يسد سرواتكم، ويبلغ حتى لا يكون له مثل». فعدل الخليفة أبي بكر عن قراره السابق، ووافق رأي عمر وعرفجة، فأطلق سراحهم، وعفا عنهم، وفي ذلك قال الواقدي: «لما قدم سبي أهل دبا، وفيهم أبو صفرة غلام لم يبلغ الحلم، فأنزلهم أبو بكر في دار رملة بنت الحارث، وهو يريد أن يقتل المقاتلة، فقال له عمر: يا خليفة رسول اللَّه، قوم مؤمنون، إنما شحوا على أموالهم، فقال أبو بكر: انطلقوا إلى أي البلاد شئتم، فأنتم قوم أحرار».

## أول غزوة بحرية في الإسلام

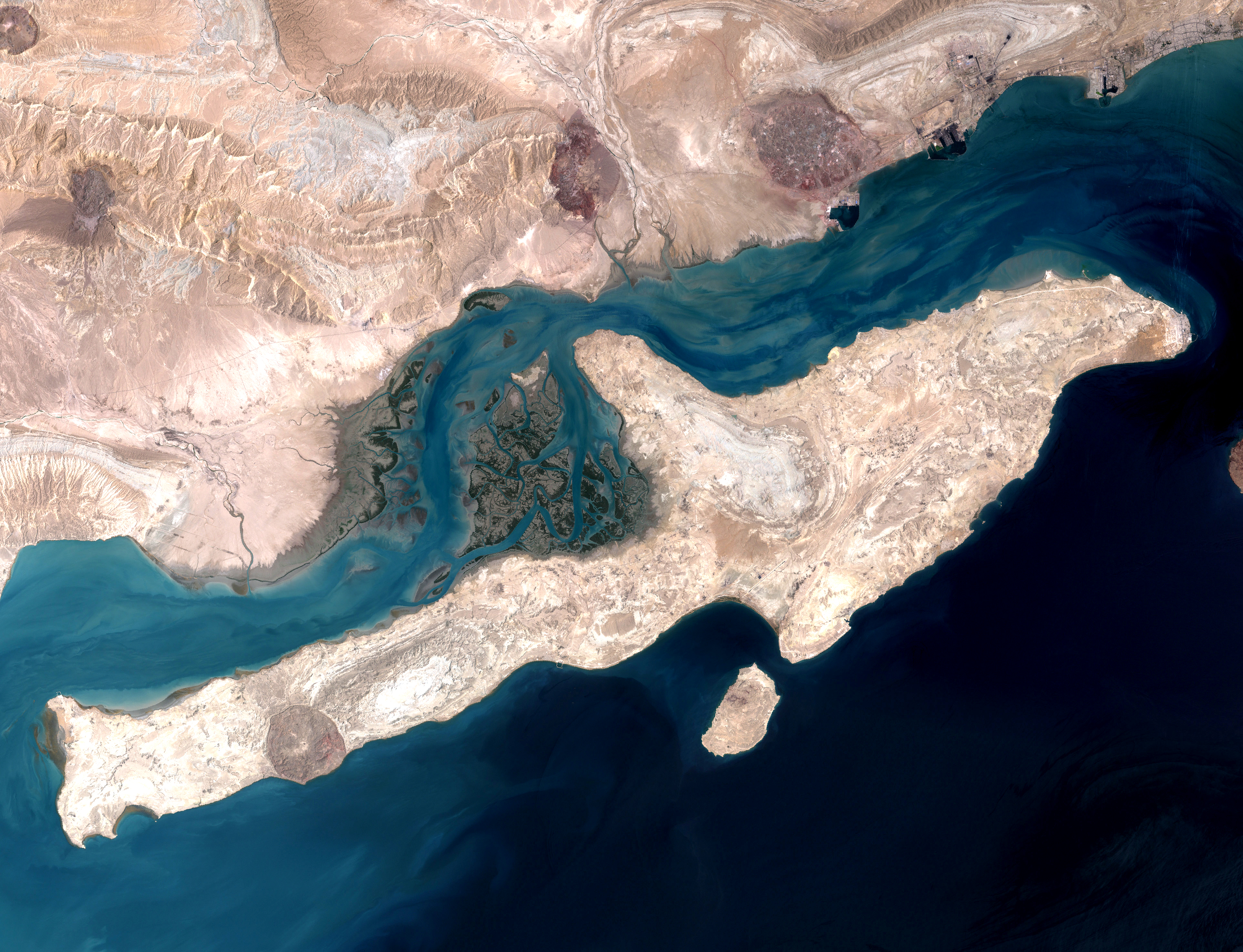
قشم أحد الجزر العربية قديمًا التي غزاها عرفجة من ساحل عمان.

بعد انتهاء حروب الردة في أواخر سنة 11 هـ، أعاد أبي بكر الصديق عمرو بن العاص وعرفجة بن هرثمة إلى عُمان بعد أن استتب الأمر في الجزيرة العربية، وكان عمال أبو بكر الصديق على عمان ثلاثة هم: عمرو بن العاص، وحذيفة بن محصن، وعرفجة بن هرثمة. وفي سنة 12 هـ، قاد عرفجة من ساحل عمان أول الغزوات البحرية العربية الإسلامية في التاريخ، وغزا عرفجة عدد كبير من الجزر العربية في خليج عمان، وفي ذلك روى أحمد جودت باشا عن كتاب الواقدي قال: «عرفجة بن هرثمة - شيخ النخيلة - الذي كان قابضًا على زمام القوة من المال والرجال وحاكم مسكت، قال: أنه ليس من الصواب منع الإسلام عن الغزو والجهاد واكتساب المنافع. وخالف نصح الفاروق، وركب السفن وسارا للغزو في بحر عمان وسائر الجزائر والسواحل. فلما بلغ أمرها سيدنا عمر الفاروق، كتب إلى سيدنا عمرو بن العاص  كتابًا يسأله فيه زجر عرفجة ومؤاخذته».
نشأة عرفجة ونسبه الرفيع وقابلياته العسكرية، كونت عنده استقلالا في الرأي، ويرجع الواقدي استقلال عرفجة إلى كثرة رجاله وماله التي جعلت منه حاكماً قويًا. وقد تصرف أحمد جودت باشا في نص الواقدي، وخلط بين الخليفة الأول أبي بكر الصديق والخليفة الثاني عمر بن الخطاب، والصواب أن عمرو بن العاص وعرفجة كانا في عُمان زمن الخليفة أبي بكر، ويؤكد ذلك رواية الطبري وقوله عن عرفجة: «كان أبو بكر ولاه قتال أهل عمان في نفر، وأقفله حين غزا في البحر». ويستفاد من قول الطبري أن الخليفة أبي بكر الصديق لما علم بغزوات عرفجة البحرية دون الرجوع إلى موافقته، عزله عن عمله وأقفله إلى المدينة المنورة، وذلك في أواخر سنة 12 هـ تقريبًا.
سجل التاريخ عرفجة بن هرثمة كأول قائد مسلم يغزو بالسفن والمراكب في التاريخ العربي الإسلامي، قال محمود شيت خطاب: «يذكر التاريخ لعرفجة أنه أول قائد عربي في الإسلام ركب البحر وجرَّأَ العرب على ركوبه»، وقال بامطرف: «عرفجة بن هرثمة: أول أمير بحر في الإسلام»، وقال سيد حسين العفاني: «عرفجة بن هرثمة: بطل الأزد، أمير البحر الأول في الإسلام، من أعظم القادة بلاءً وإحسانًا».

## تحرير الحيرة

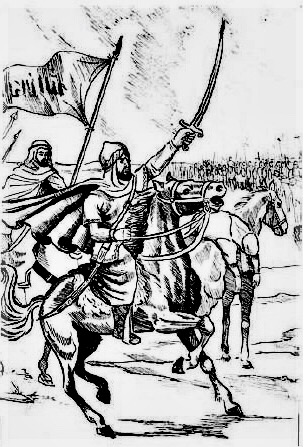
رسم تخيلي لعرفجة في فتح الحيرة.

لقد كان لعرفجة بن هرثمة دوراً مرموقًا في الجهاد ونشر الإسلام في عهد الرسول ﷺ، كما كان له دوراً أساسيًا ومفصليًا في خلافة أبي بكر  إلى أن تسلم عمر بن الخطاب الخلافة وحدثت موقعة الجسر في أوائل شعبان 13 هـ حيث تعرض المسلمون الذي كانوا قد دخلوا العراق إلى هجوم فارسي كبير بمنطقة جسر بانقيا في الحيرة، فأصيب عدد كبير منهم في موقعة الجسر وكان مجموع عدد المسلمين سبعة الآف، فاستشهد منهم أربعة آلاف، قال الطبري « فَأَصَابُوا يَوْمَئِذٍ مِنَ الْمُسْلِمِينَ أَرْبَعَةَ آلافِ بَيْن غَرِيقٍ وَقَتِيلٍ.. وَهَرَبَ مِنَ النَّاسِ بَشَرٌ كَثِيرٌ عَلَى وُجُوهِهِمْ، وَافْتَضَحُوا فِي أَنْفُسِهِمْ، وَاسْتَحْيُوا مِمَّا نَزَلَ بِهِمْ، وَبَلَغَ ذَلِكَ عُمَرَ عَنْ بَعْضِ مَنْ أَوَى إِلَى الْمَدِينَةِ.» وقال ابن إسحاق: «رَأَى عُمَرُ جَزَعَ الْمُسْلِمِينَ مِنَ الْمُهَاجِرِينَ وَالأَنْصَارِ مِنَ الْفِرَارِ، قَالَ: لا تَجْزَعُوا يَا مَعْشَرَ الْمُسْلِمِينَ أَنَا فِئَتُكُمْ إِنَّمَا انْحَزْتُمْ إِلَيَّ». وقد ترتب على موقعة الجسر أن مناطق إقليم الحيرة التي كان قد تم فتحها ومصالحة أهلها على يد خالد بن الوليد في خلافة أبي بكر عادت إلى الخضوع لسلطة الفرس بعد موقعة الجسر.
قال ابن إسحاق: « لَمَّا انْتَهَتْ إِلَى عُمَرَ بْنِ الْخَطَّابِ مُصِيبَةُ أَصْحَابِ الْجِسْرِ، وَقَدِمَ عَلَيْهِ فَلُّهُمْ، قَدِمَ عَلَيْهِ جَرِيرُ بْنُ عَبْدِ اللَّهِ الْبَجَلِيُّ مِنَ الْيَمَنِ فِي رَكْبٍ مِنْ بَجِيلَةَ وَعَرْفَجَةُ بْنُ هَرْثَمَةَ، وَكَانَ عَرْفَجَةُ يَوْمَئِذٍ سَيَّدَ بَجِيلَةَ، وَكَانَ حَلِيفًا لَهُمْ مِنَ الأَزْدِ، فَكَلَّمَهُمْ عُمَرُ، فَقَالَ لَهُمْ: إِنَّكُمْ قَدْ عَلِمْتُمْ مَا كَانَ مِنَ الْمُصِيبَةِ فِي إِخْوَانِكُمْ بِالْعِرَاقِ، فَسِيرُوا إِلَيْهِمْ.» وقال اليعقوبي: « فلَمَا إِنْتهى الخَبَرَ  - خَبَرَ مَوْقَعَة الْجِسْرِ - إلى عُمَرَ اشْتَدَّ غمَّهُ بذَلِك، وَقَدِمَ جَرِيرُ بْنُ عَبْدِ اللَّهِ الْبَجَلِيُّ مِنَ الْيَمَنِ فِي رَكْبٍ مِنْ بَجِيلَةَ، رَئيسهُم عَرْفَجَةُ بْنُ هَرْثَمَةَ، حَلِيف لَهُمْ مِنَ الأَزْدِ، فأمرهم عُمَرَ بالنَّفُوذُ إِلَي الْعِرَاقَ، وَأمَّرَ عَلَيْهِمْ عَرْفَجَةُ.» وعقد الخليفة عمر بن الخطاب لعرفجة لواء بجيلة قاطبة، وقيل: ولاه إمارة قبائل قيس (كبة) وسحمة وعرينة - حلفاء بنو عامر بن صعصعة - وهم سواد بجيلة وغالبهم، فغضب جرير بن عبدالله وحرض بجيلة على عرفجة، قال ابن إسحاق: «أَمَّرَ عَلَيْهِمْ عَرْفَجَةَ بْنَ هَرْثَمَةَ، فَغَضِبَ مِنْ ذَلِكَ جَرِيرُ بْنُ عَبْدِ اللَّهِ الْبَجَلِيُّ، فَقَالَ لِبَجِيلَةَ: كَلِّمُوا أَمِيرَ الْمُؤْمِنِينَ. فَقَالُوا لَهُ: اسْتَعْمَلْتَ عَلَيْنَا رَجُلا لَيْسَ مِنَّا»، وكان الشائع أن عرفجة سيد بجيلة ومنهم، قال ابن إسحاق: «فَأَرْسَلَ - عُمَرَ - إِلَى عَرْفَجَةَ، فَقَالَ: مَا يَقُولُ هَؤُلاءِ؟!»، فقال عرفجة: «صَدَقُوا وَمَا يَسُرُّنِي أَنِّي مِنْهُمْ، أَنَا امْرُؤٌ مِنَ الأَزْدِ ثُمَّ مِنْ بَارِقَ، فِي كَثفٍ لا يُحْصَى عَدَدُهُ وَحَسَبٍ غَيْرِ مُؤْتَشِبٍ»، واستطرد قائلاً: «كُنَّا أَصَبْنَا فِي الْجَاهِلِيَّةِ دَمًا فِي قَوْمنَا فَلَحِقْنَا بَجِيلَةَ، فَبَلَغْنَا فِيهِمْ مِنَ السُّؤْدُدِ مَا بَلَغَكَ»، وكان عمر يرى أحقية عرفجة في الإمارة، فقال له: «فَاثْبَتْ عَلَى مَنْزِلَتِكَ»، أي أثبت على إِمْرتك وسيادتك، فقال عرفجة: «لَسْتُ فَاعِلا وَلا سَائِرًا مَعَهُمْ».

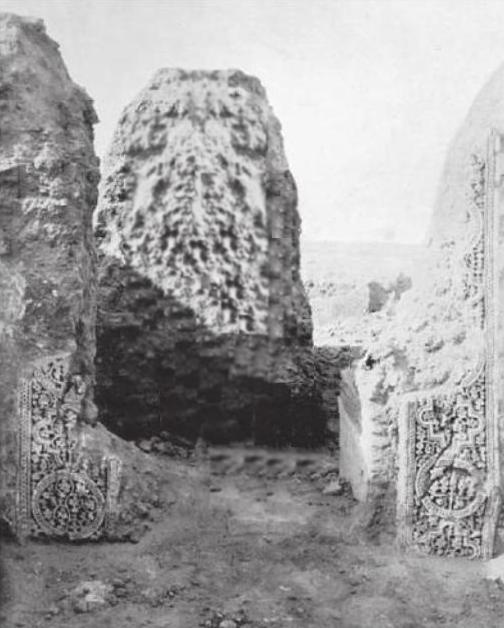
أنقاض أحد المباني في مدينة الحيرة.

وعندئذ أقبلت الأزد في ركبٍ من بارق وغامد في عدة مئات من فرسانهم، وفي ذات الوقت قدم الصحابي غالب بن عبد الله الكناني في عدة مئات أيضًا. قال البلاذري: «نَدَبَ عُمَرَ النَّاسَ إِلَى العِرَاقِ - بَعْدَ مَوْقِعَةِ الْجِسْرِ - فَجَعَلُوا يَتَحَامَوْنَهُ وَيَتَثَاقَلُونَ عَنْهُ، فَقَدَّمَ عَلَيْهِ خَلْقٌ مِنْ الأَزْدِ يُرِيدُونَ غَزْوَ الشَّام فَدَعَاهُمْ إِلَى العِرَاقِ وَرَغِبَهُمْ فِيهُ، فَرَدُّوا الاِخْتِيَارُ إِلَيْه.» وقال الكلاعي الإندلسي: «وَلِمَا بَلَغَ عُمَرَ ، أَمَرَ الْجِسْرِ، وَأُتَاهُ كُتَّاب المُسْلِمِينَ بِالخبر. كَتَبَ إِلَى المُثَنَى بِأَنْ يَدْعُوَ مِنْ حَوْلِهُ وَلَا يُقَاتِلُ أَحَدًا حَتَّى يَأْتِيَهُ المُدَدُ، وَقَدَّمَ مِنْ الأَزْدِ وَبارِق وَغَامِد وَكِنَانَة سَبْعُمِائَةِ أَهْلِ بَيْتٍ.» وقال الطبري: « وَقَدِمَا عَلَى عُمَرَ غُزَاةُ بَنِي كِنَانَةَ وَالأَزْدِ فِي سَبْعِ مِائَةٍ جَمِيعًا. فَقَالَ: أَيُّ الْوُجُوهِ أَحَبُّ إِلَيْكُمْ؟ قَالُوا: الشَّامُ أَسْلافُنَا أَسْلافُنَا. فَقَالَ: ذَلِكَ قَدْ كُفِيتُمُوهُ الْعِرَاقَ الْعِرَاقَ.» وقال الكلاعي الإندلسي: « فَقَالَ لِهُمْ عُمْرٌ: أَيْنَ تُرِيدُونَ؟ فَقَالُوا: سَلَّفْنَا بِالشَّامِ. قَالَ: أَوْ غَيْرَ ذَلِكَ، أَرْضًا تبتذونها إِنْ شَاءَ الله وَيَغْنَمُكُمْ اللهُ كُنُوزُهَا، أَخْوَارُ فَارِس. فقال مُخْنِفِ بْنِ سُلَيْمٍ الْغَامِدِيُّ: مَرَّنَّا بِأَحَبِّ الوَجْهَيْنِ إِلَيْكَ. قَالَ: العِرَاقُ. قَالَ: فَاِمْضُوا عَلَى بَرَكَةِ اللهِ، فَأَمَّرَ عَمْر عَلَى الأزد رِجْلًا مِنْهُمْ، وَعَلَى كنانة غَالِب بِنْ عَبْد الله الليثي.» وقال الطبري: «قَالُوا: أَجَبْنَا أَمِيرَ الْمُؤْمِنِينَ إِلَى مَا رَأَى وَأَرَادَ. فَدَعَا لَهُمْ عُمَرُ بِخَيْرٍ، وَأَمَّرَ عَلَى بَنِي كِنَانَةَ غَالِبَ بْنَ عبدِ اللَّهِ وَسَرَّحَهُ، وَأَمَّرَ عَلَى الأَزْدِ عَرْفَجَةَ بْنَ هَرْثَمَةَ وَعَامَّتُهُمْ مِنْ بَارِقَ، وَفَرِحُوا بِرُجُوعِ عَرْفَجَةَ إِلَيْهِمْ، فَخَرَجَ هَذَا فِي قَوْمِهِ وَهَذَا فِي قَوْمِهِ، حَتَّى قَدِمَا عَلَى الْمُثَنَّى.» وقال مسكويه: «قَدِمَ عَلَى عُمَرَ غُزَاةُ بَنِي كِنَانَةَ وَالأَزْدِ، فأمَّرَ عَلَى بَنِي كِنَانَةَ غَالِبَ بْنَ عبدِ اللَّهِ، وعَلَى الأَزْدِ عَرْفَجَةَ بْنَ هَرْثَمَةَ، وَأَمرهُمْ بالْعِرَاقَ.» وقد عقد عمر بن الخطاب لواء إمارة الأزد لعرفجة بن هرثمة ولواء فرسان كنانة لغالب بن عبد الله، فأنطلقوا جميعًا إلى العراق في أواسط شعبان 13 هـ، وساروا جميعًا فدخلوا العراق، وانضم إليهما المثنى بن حارثة الشيباني مع فلول المنهزمين في موقعة الجسر وكانوا مع المثنى فأقبلوا على النخيلة، وكان جيش المسلمين زهاء عشرة آلاف فسار إليهم الجيش الفارسي بقيادة مهران، وكان جيش الفرس وأميرهم مهران في البويب وكان عسكر المسلمين بالنخيلة وبين البويب والنخيلة جسر.
وفي أواسط رمضان 13 هـ التقى الجيشان، جيش الفرس بقيادة مهران، ومعه زاديه ملك الحيرة، وبهمن جاذويه. والجيش العربي بقيادة المثنى بن حارثة، وعرفجة بن هرثمة، وجرير بن عبد الله البجلي، وغالب الكناني، وعروة بن زيد الخيل. وخاض الجيشان معركة ضارية في النخيلة بمشارف الحيرة، فانهزم الفرس هزيمة ساحقة في أواخر رمضان. وكانت البويب معركة حاسمة أعادت للمسلمين ثقتهم بعد هزيمة الجسر، ولقد عدَها ابن كثير نظيرَ معركة اليرموك مع البيزنطيين، وذلك لقوَّتها وتأثيرها؛ فلقد أحصوا فيها مائة رجلٍ من المسلمين قَتَل كلٌّ منهم عشرة، ولذلك سُميت بيوم الأعشار. قال الطبري وابن الأثير: «وسمي البويب يوم الأعشار، أحصي مائة رجل، قتل كل رجل منهم عشرة في المعركة يومئذ، وكان عروة بْن زيد الخيل من أصحاب التسعة، وغالب في بني كنانة من أصحاب التسعة، وعرفجة في الأزد من أصحاب التسعة.» وكانت موقعة يوم النخيلة يوم السبت آخر رمضان سنة 13 هـ، فتم يومئذ فتح مدينة الحيرة، وانهزم الجيش الساسني، وتفرقوا في كل مكان، وفروا نحو النهر يريدون العبور، ويتلمسون الفرار، وأجبر عرفجة كتيبة من جيش الفرس، حتى لم يكن وراءها إلا الفرات، فأعمل فيهم سيفه حتى قضى على تلك الكتيبة، وفي ذلك قال عرفجة محدثًا: «حزنا كتيبة منهم إلى الفرات: ورجوت أن يكون اللَّه تعالى قد أذن في غرقهم، وسلى عنا بها مصيبة الجسر، فلما دخلوا في حد الإحراج كروا علينا فقاتلناهم قتالا شديدا، حتى قال بعض قومي: لو أخرت رايتك. فقلت: علي إقدامها، وحملت بها على حاميتهم فقتلته فولوا نحو الفرات، فما بلغه منهم أحد فيه الروح.» ومضى العرب ففتحوا نواحي ومناطق إقليم الحيرة، وكان عرفجة من الصحابة القادة الذين حققوا ذلك. وقد لقب عرفجة بن هرثمة بشيخ النخيلة تقديرًا وتشريفا له على حسن بلائه يومها.

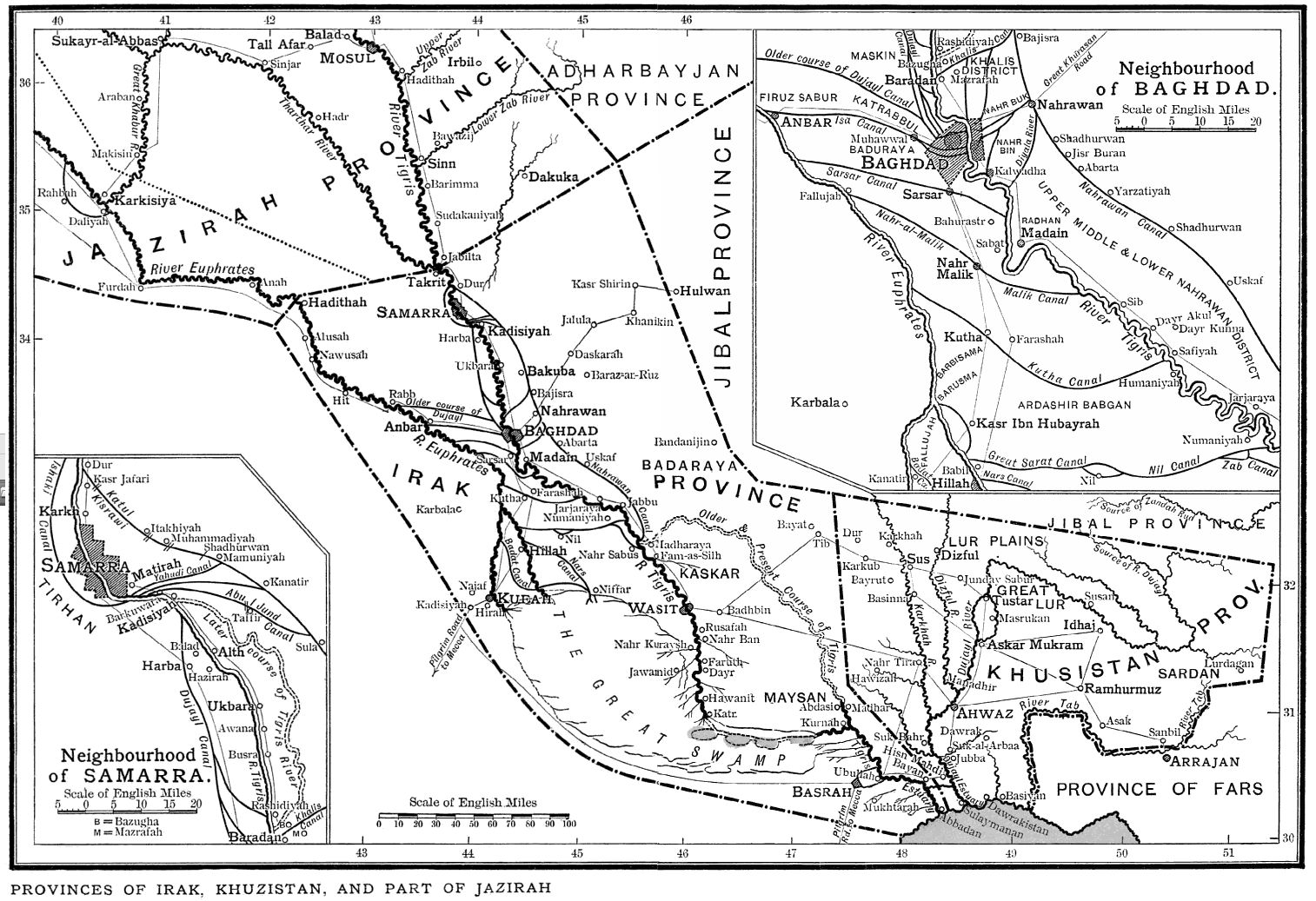
أرض السواد، خارطة للمستشرق لي سترانج.

بعد استكمال فتح الحيرة والانتصار العظيم في موقعة البويب، قام المثنى بتوجيه قواته باحتلال النقط العسكرية الهامة التي يستطيع يرتكز عليها في أية عملية مقبلة، ثم فرق جيشه في السواد وأمر جنده بإخضاع جميع العرب القاطنين في السواد لسلطة المسلمين، وأخذت فرقه تفتح سواد العراق. وأرسل تعزيزات لمواقعه ومراكزه العسكرية ونقطه الإستراتيجية بقيادة عرفجة بن هرثمة وأمثاله من القادة، قال الطبري: «مخر المثنى السواد، وخلف بالحيرة بشير بن الخصاصية، وأرسل جريرًا إلى ميسان، وهلال بن علفة التيمي إلى دست ميسان. وأذكى المسالح بعصمة بن فلان الضبي وبالكلج الضبي وبعرفجة البارقي وأمثالهم في قواد المسلمين»، وفي ذي القعدة سنة 13 هـ اتجه عرفجة بن هرثمة من السواد إلى البحرين مدادًا للعلاء الحضرمي، والذي كان يتعرض باستمرار إلى اعتداءات الفرس عن طريق البحر.

## فتح أول جزيرة فارسية بحراً

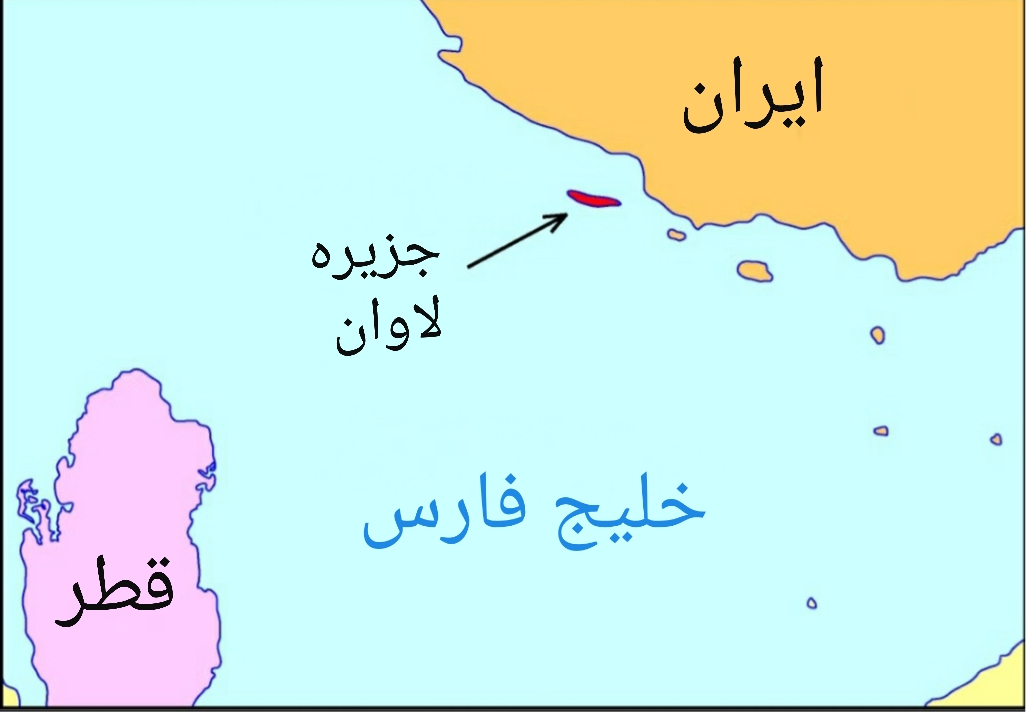
جزيرة لاوان هي جزيرة تاريخية عرفها العرب القدماء باسم جزيرة لار، وهي أول جزيرة فارسية يفتحها العرب بقيادة عرفجة بن هرثمة.

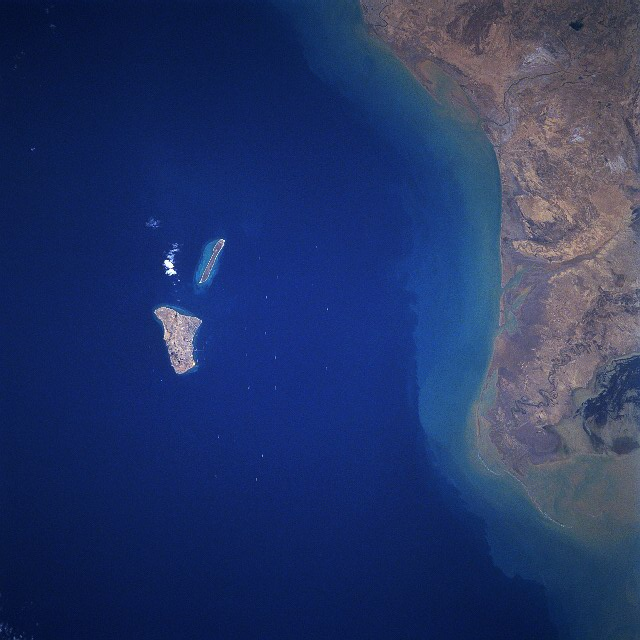
جزيرة خارج أحد الجُزُر التي فتحها عرفجة.

كانت غزوة عرفجة بن هرثمة البحرية إلى فارس من البحرين بعد مشاركته في فتح الحيرة بقيادة المثنى بن حارثة، فسار عرفجة بأمر عمر بن الخطاب مداداً من الحيرة إلى ولاية البحرين وأميرها العلاء بن الحضرمي في ذي القعدة سنة 13 هـ، وفي ذلك قالت الدكتورة عفراء الشراري: «أرسل الخليفة عمر بن الخطاب إمداد عسكري معونة للعلاء على نشر الإسلام ومحاربة المشركين في الجزء الشرقي، وبين له بخطة عسكرية ما سيفعله لتثبيت النفوذ الإسلامي هناك، وكتب إليه ليخبره بأنه سيدعمه بعرفجة بن هرثمة، وبين فضائلة...فبعث عرفجة بن هرثمة إلى شواطيء فارس، فقطع الطريق على السفن، فكان أول من فتح جزيرة بأرض فارس، ورتب إدارتها وبنى فيها مسجد، وأغار على باريخان وقيل بارنجان والأسياف سنة 14 هـ/635م».
كانت البحرين تتعرض باستمرار إلى اعتداءات الفرس، فقام العلاء بتجهيز وإنشاء أسطول بحري في ميناء ولاية البحرين لغزو بلاد فارس بحراً، وأسند إلى عرفجة البارقي قيادة سفن ومراكب الأسطول لخبرته السابقة في البحر، وللقيام بأول غزوة بحرية لفارس في تاريخ العرب، وتم تحديد الهدف وهو جزيرة لار الفارسية - تسمى حاليًا جزيرة لاوان- في الساحل الشرقي للخليج مما يلي بلاد فارس، وفي ذلك قال ياقوت الحموي: «أما فتح فارس فكان بدؤه أن العلاء الحضرمي عامل أبي بكر ثم عامل عمر على البحرين، وجّه عرفجة بن هرثمة البارقي في البحر فعبره إلى أرض فارس ففتح جزيرة مما يلي فارس».
في أواخر سنة 13 هـ، انطلق عرفجة بالسفن والمراكب من ميناء دارين بولاية البحرين إلى جزيرة لار الفارسية فافتتحها، وفي ذلك قال أبو زيد البلخي: « فتح فارس كان بدؤه في صدر الإسلام أن عمر بن الخطاب وجه إلى البحرين عاملاً يدعى العلاء الحضرمي، وأمد العلاء بهرثمة بن عرفجة البارقي ليفتح في ديار بارس جزيرة تدعى لار». وكان عرفجة بذلك أول أمير بحر عربي مسلم يفتح جزيرة بأرض الفرس، وقد اتخذ عرفجة جزيرة لار معسكراً، وبنى فيها مسجدًا، وغزا منها بقية السواحل والجُزُر، وفي ذلك قال الذهبي: «بُعث عرفجة إلى ساحل فارس، فقطع السفن، وافتتح جزيرة بأرض فارس واتخذ بها مسجدًا»، وقال الواقدي: «بعث العلاء عرفجة بن هرثمة البارقي في البحر، ففتح جزيرة، وغزا منها ساحل فارس». وقال البلاذري في فتوح البلدان: «كان العلاء بْن الحضرمي وهو عامل عمر بن الخطاب عَلَى البحرين وجه هرثمة بْن عرفجة البارقي منَ الأزد، ففتح جزيرة في البحر مما يلي فارس».
كتب عرفجة إلى العلاء وعمر بن الخطاب بخبر فتح الجزيرة، فلما بلغ الخبر الخليفة، فرح وأمر عرفجة بالتوغل، وفي ذلك روى البلخي قائلاً: «لما بلغ عمر بن الخطاب نبأ الفتح  سر سرورا عظيمًا، وقال: هذا فتح فارس. وكتب كتابًا إلى العلاء الحضرمي، قد بعثت إليك عتبة بن فرقد السلمي مددًا لهرثمة بن عرفجة البارقي ليقاتلوا أهل بقية الجُزُر». وكانت هذه الغزوة الأساس والركيزة لما بعدها من عمليات لفتح تلك المناطق، فأغار عرفجة من جزيرة لار باقي الجزر حتى بلغ جزيرة شياف وجزيرة خارج شمالاً، ومنها غزا مدن وقرى فارس الساحلية - الأسياف - وتوغل حتى بلغ مدينة برازجان، وفي ذلك قال ابن سعد في كتابه الطبقات الكبرى: «بعث العلاء عرفجة بن هرثمة إلى أسياف فارس، فقطع في السفن. فكان أول من فتح جزيرة بأرض فارس، واتخذ فيها مسجدًا. وأغار على باريخان والأسياف وذلك في سنة أربع عشرة». والأسياف لغة هي شواطئ البحر، وباريخان أو بارنجان هو تعريب وتصحيف برازجان، وهي مدينة سوق شهيرة على مسافة 18 ميل شرقي جزيرة شياف، وتبعد نحو 30 ميلاً عن جزيرة خارج.
رابط عرفجة بن هرثمة في الجزيرة التي فتحها حتى صفر سنة 14 هـ تقريبًا، ثم أمر عمر بن الخطاب بإمداده إلى عتبة بن غزوان، قال البلاذري: «ثُمَّ كتب عُمَر إِلَى العلاء أن يمد به عتبة، ففعل». وكان ذلك عندما بعث عمر بن الخطاب عتبة بن غزوان إلى البصرة في شهر ربيع الأول سنة 14 هـ، قال ابن الجوزي: «قال عمر لعتبة: إني أريد أن أوجهك إلى أرض الهند، وكانت البصرة تدعى أرض الهند، لتمنع أهلها أن يمدوا اخوان فارس، فنزلها في ربيع الأول سنة أربع عشرة؛ فكتب إليه عمر: اجمع الناس موضعاً واحداً وقد كتبت إلى العلاء بن الحضرمي أن يمدك بعرفجة بن هرثمة، وهو ذو مكايدة للعدو، فإذا قدم عليك فاستشره».

## تحرير العراق

### فتح الأبلة والبصرة
| إني قد أمددتك بعرفجة بن هرثمة، وهو ذو مجاهدة ومكايدة للعدو، فإذا قدم عليك فاستشره وقربه. |
| —وصية عمر بن الخطاب لعتبة بن غزوان                                                       |

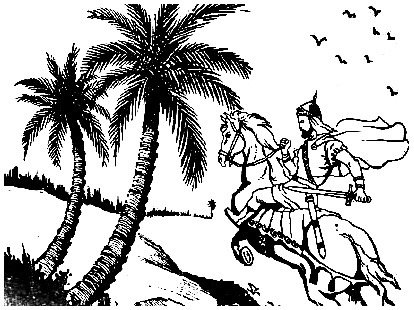
رسم تخيلي لعرفجة في فتح البصرة.

كان عرفجة البارقي مرابطاً في الجزيرة الفارسية التي افتتحها حينما أَتى كتاب أمير المؤمنين عمر بن الخطاب إلى أمير ولاية البحرين العلاء الحضرمي بأن يتوجه عرفجة إلى البصرة مددًا لعتبة بن غزوان لما بعثه عمر أميراً لأول قوة عربية إسلامية إلى منطقة البصرة في شهر ربيع سنة 14 هـ. وقال أمير المؤمنين عمر بن الخطاب آنذاك قولاً يدل على المكانة الجهادية القيادية لعرفجة وتقدير عمر بن الخطاب إياه تقديراً عالياً، فقد ذكر ابن حجر العسقلاني في ترجمة عرفجة بكتابه الإصابة في تمييز الصحابة أنه: «أوصى عمر عُتبة بن غَزُوان؛ فقال فيها: وقد أَمرْتُ العلاء بن الحضرمي أن يمدَّك بعَرْفجة ابن هَرْثَمة، فإنه ذو مجاهدة ونكاية في العدو».
وروى علي المدائني بسنده عن عبد الملك بن عمير قال: «إن عمر قال لعتبة بن غزوان، إذ وجهه إلى البصرة: يا عتبة إني قد استعملتك على أرض الهند، وهي حومة من حومة العدو، وأرجو أن يكفيك الله ما حولها، وأن يعينك عليها، وقد كتبت إلى العلاء بن الحضرمي أن يمدك بعرفجة بن هرثمة، وهو ذو مجاهدة العدو ومكايدته، فإذا قدم عليك فاستشره، وقربه». وسار عتبة بن غزوان من المدينة المنورة إلى البصرة في زهاء خمسمائة من الفرسان ونفر من الصحابة، وكان نزول عتبة البصرة في ربيع سنة أربع عشرة للهجرة، وكان العلاء بن الحضرمي قد بعث إلى عرفجة بن هرثمة وأخبره بكتاب أمير المؤمنين عمر بن الخطاب فعاد عرفجة من الجزيرة إلى البحرين، وانطلق منها إلى البصرة في زهاء سبعمائة من فرسان الأزد. وصل عرفجة إلى عتبة بمنطقة البصرة، وسارا معاً. وفي ذلك قال البلاذري: «أمد عُمَر عتبة بهرثمة بْن عرفجة البارقي، وكان بالبحرين... فغزا عتبة بْن غزوان الأبلة ففتحها عنوة». ولم يكد عتبة بن غزوان وعرفجة ينزلا البصرة بمن معهم حتى بدأ الصدام مع أهل تلك المنطقة، فحين نزولهم الجسر الصغير في ناحية المربد أقبل عليهم صاحب الفرات - شط العرب - في أربعة الآف مقاتل، وفي ذلك روى أبو مخنف: «إن عمر بعث عتبة بن غزوان إلى أرض البصرة في ثلاثمائة وبضعة عشر رجلًا، وسار إليه من الأعراب ما كمل معه خمسمائة، فنزلها في ربيع الأول سنة أربع عشرة، فركب إليهم صاحب الفرات في أربعة آلاف أسوار، فالتقاه عتبة بعدما زالت الشمس، وأمر أصحابه فحملوا عليهم فقتلوا الفرس عن آخرهم، وأسروا صاحب الفرات ».
وأقام عتبة وعرفجة في موضع الخريبة أربعة أشهرا دون قتال، قال أبو مخنف: «فأقام عتبة أشهرا لا يغزو ولا يلقى أحدا». وفي رجب سنة 14 هـ، خرج إليهم أهل مدينة الأبلة وبها خمسمائة رجل من الأساورة - قوم من العجم - يحمونها، قال ابن الأثير في قول أبو مخنف: «فخرج إليه أهل الأبلة، وكان بها خمسمائة أسوار يحمونها،  وكانت مرفأ السفن من الصين، فقاتلهم عتبة فهزمهم حتى دخلوا المدينة، ورجع عتبة إلى عسكره، وألقى الله الرعب في قلوب الفرس - ظنوا أن مددًا للمسلمين قد أقبل - فخرجوا عن المدينة وحملوا ما خف، وعبروا الماء وأخلوا المدينة، ودخلها المسلمون، وكان فتحها في رجب أو في شعبان». وتم بعد التحرير، بناء البصرة لتكون معسكراً مؤقتاً، ولم تتحول لتكون معسكراً ثابتاً ثم مدينة إلا في أواخر سنة 16 هـ. وشهد عرفجة مع عتبة فتح دستميسان والأجزاء المتاخمة للبصرة، قال قدامة بن جعفر: «أمد عمر عتبة بهرثمة بن عرفجة البارقي، وكان بالبحرين...فغزا عتبة الأبلة ففتحها عنوة، وفتح الفرات عنوة، وأتى المذار فخرج إليه مرزبانها، فقاتله فظفر به وضرب عنقه، وغرق عامة من كان معه. وسار إلى دستميسان وقد كان جمع أهلها، فهزم الجمع وقتل دهقانهم. وانصرف إلى ابرقباذ ففتحها الله عليه».
وروى ياقوت الحموي عن نافع بن الحارث قوله: «فولاها - البصرة - عتبة بن غزوان...وقال له عمر: إن الحيرة قد فتحت فأت أنت ناحية البصرة وأشغل من هناك من أهل فارس والأهواز وميسان عن إمداد إخوانهم...وأمد عمر عتبة بهرثمة بن عرفجة، وكان بالبحرين فشهد بعض هذه الحروب ثم سار إلى الموصل». والحروب التحريرية التي قصدها الحموي في الفترة ما بين فتح البصرة والموصل، كانت القادسية والمدائن الآتي ذكرها.

### القادسية

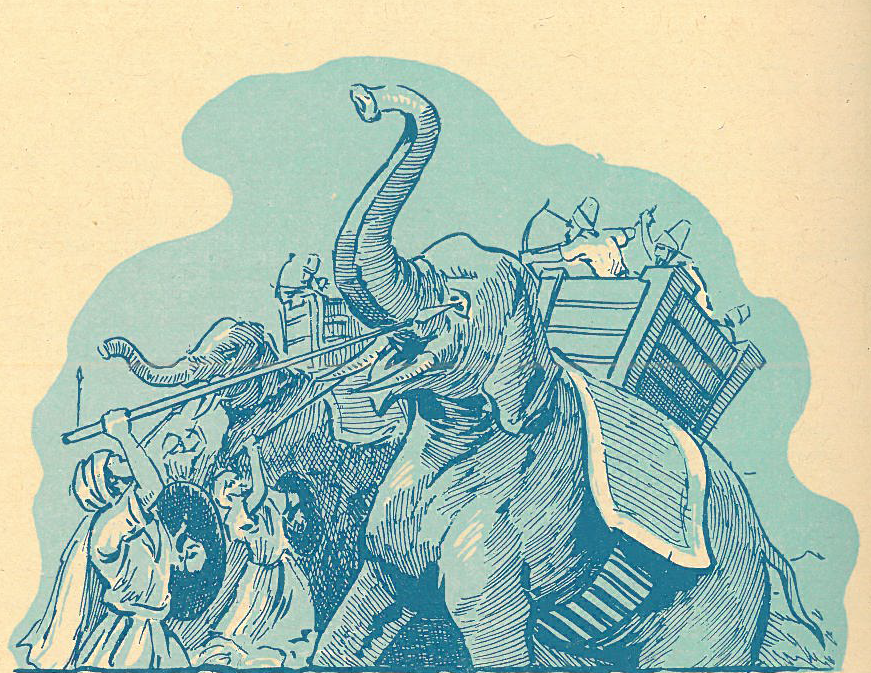
رسم تخيُّلي لِلمُسلمين وهم يُقاتلون الفيلة الحربيَّة الفارسيَّة.

كان عتبة بن غزوان قد بعث من البصرة كبار القادة بالجنود إلى القادسية، قال خليفة بن خياط: « فأقاموا قدر شهر، وكتب سعد إلى عمر يستمده، فأمدّهم أهل البصرة بألف وخمس مائة»، فيما ذكر المدائني من طريق حميد بن هلال: «أن خالد بن عمير العدوي حدثه قال: لما كان أيام القادسية، كتب إلينا أهل الكوفة يستمدوننا، فأمدهم أهل البصرة بألف وخمسمائة راكب، كنت فيهم، فقدمنا على سعد بالقادسية وهو مريض»، وسار مدد معسكر البصرة إلى القادسية عليهم المغيرة بن شعبة في ألف وخمسمائة وقيل ثمانمائة؛ منهم سبعمائة وقيل أربعمائة فارس من أزد بارق عليهم عرفجة بن هرثمة. قال أبو الربيع الإندلسي: «فانتهى سعد ، إلى كل ما أمره به عمر ، من تهيئة الناس أسباعا أو أعشارا، وقدم عليهم المغيرة في ثمانمائة، ويقال في ألف وخمسمائة، والمسلمون في ضيق»، وقال البلاذري: «الَّذِي أمدَّ سعدًا بالمغيرة عتبة بْن غزوان»، ثم انطلق عتبة بن غزوان بنفسه وشهد القادسية، وكانت موقعة القادسية في سنة 15 هـ وقد اختلف في أي شهر كانت، وعلى الأرجح في شعبان.
ولقد كان لعرفجة وفرسان الأزد بقيادته إسهاماً وافراً وجهاداً عظيماً في موقعة القادسية. وكان لكل قبيلة في الجيش أميرها ورايتها فكان عرفجة صاحب راية الأزد القاطنة في العراق، ويليه من قادة الأزد حميضة بن النعمان على رأس لواء كتيبة من الأزد عددهم سبعمائة، وكان الأزد في القادسية نحو ألف وخمسمائة، وكانت الرئاسة العامة عليهم لعرفجة. وكان لعرفجة بن هرثمة البارقي أثر بطولي في هذه المعركة وهو الإفادة من عقليته الراجحة في مفاوضة كسرى وقادته، تلك المفاوضات التي أمنت انتصاراً معنوياً للمسلمين على الفرس قبل نشوب القتال، فقد أرسله سعد بن أبي وقاص مع نفر من ذوي المنظر والمهابة والرأي الذين أنتهى إليهم رأي الناس إلى رستم، قال اليعقوبي: « فأرسل سعد: المغيرة بن شعبة، وبشر بن أبي رهم، وعرفجة بن هرثمة، وحذيفة ابن محصن، وربعي بن عامر، وقرفة بن زاهر، ومذعور بن عدي، ومضارب بن يزيد، وشعبة بن مرة، وكانوا من دهاة العرب، فدخلوا عليه رجلًا رجلًا، يقول كل واحد منهم مثل مقالة صاحبه، ويدعونه إلى الإسلام، أو أداء الجزية، فتبينوا فيه أنه يهوى الدخول في الإسلام، ويخاف من أصحابه، وكلما عرض على واحد منهم لم ير عنده مسارعة، ثم خرج رستم في التعبية للجيش، وجلس على سرير من ذهب، وأقام مصافه، وعدل أصحابه، وأيقن بالهلكة». وكان عرفجة بن هرثمة في القادسية أحد الذين أبلوا أحسن البلاء، وظل عرفجة وقومه تحت لواء سعد بن أبي وقاص وشاركوا في جميع الفتوحات التي تلت القادسية حتى دخل المدائن عاصمة الإمبراطورية الفارسية.

### المدائن

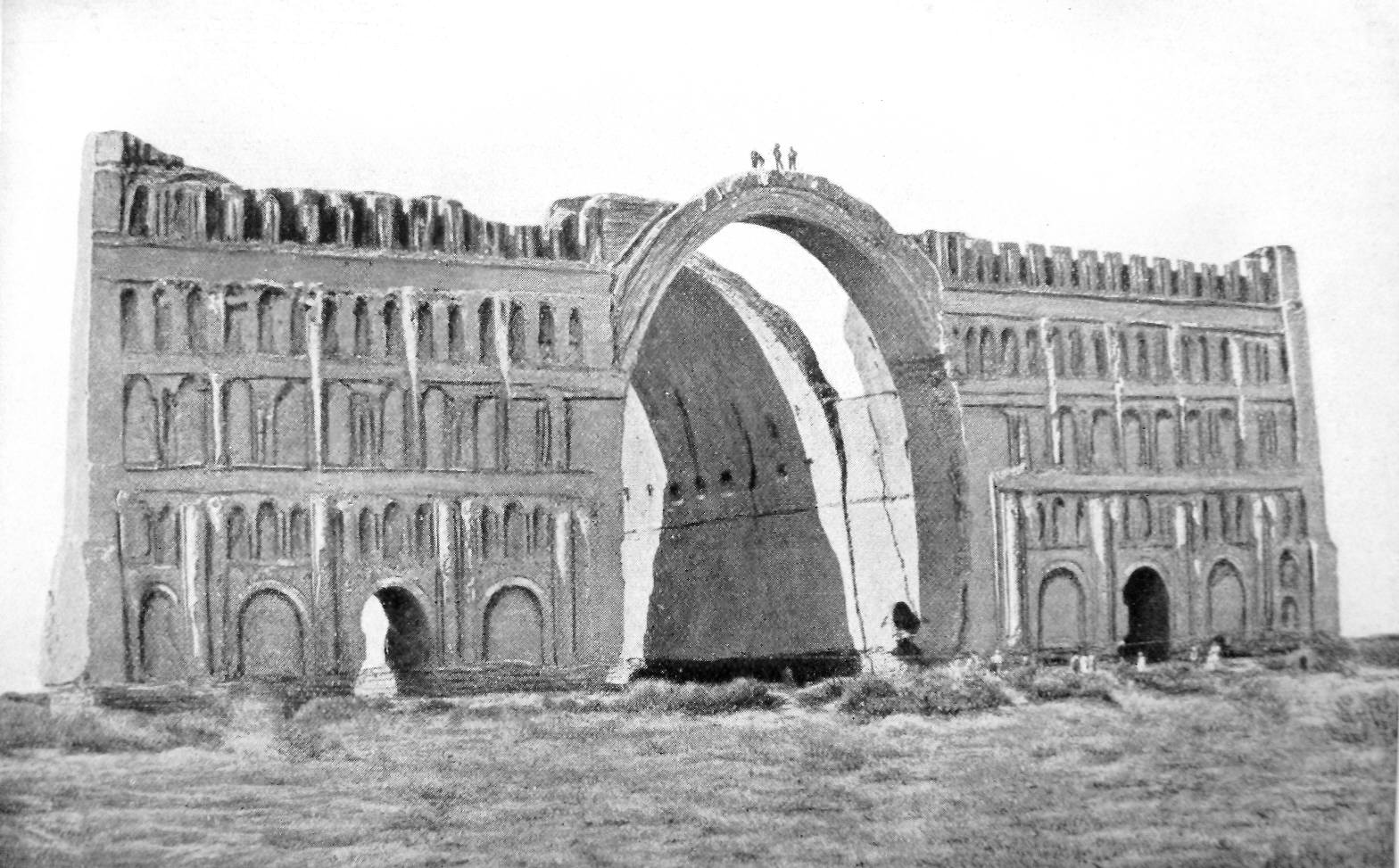
أطلال إيوان كسرى في العراق. اتخذه المُسلمون مُصلّى عند فتح المدينة واستولوا على ما كان فيه من الكُنوز وأرسلوا خُمسها إلى المدينة ليتمَّ اقتسامها وفق الشرع الإسلامي.

وفي شوال سنة 15 هـ، وصل أمر عمر بن الخطاب إلى سعد بن أبي وقاص بالسير من القادسية إلى المدائن، وفي ذلك يقول النويري: « لَمَّا فَرَغَ سَعْدٌ مِنْ أَمْرِ الْقَادِسِيَّةِ أَقَامَ بِهَا بَعْدَ الْفَتْحِ شَهْرَيْنِ، وَكَاتَبَ عُمَرَ فِيمَا يَفْعَلُ، فَكَتَبَ إِلَيْهِ يَأْمُرُهُ بِالْمَسِيرِ إِلَى الْمَدَائِنِ. فَسَارَ مِنَ الْقَادِسِيَّةِ لِأَيَّامٍ بَقِينَ مِنْ شَوَّالٍ، وَكُلُّ النَّاسِ مُؤَدٍّ مُذْ نَقَلَ اللَّهُ إِلَيْهِمْ مَا كَانَ فِي عَسْكَرِ الْفُرْسِ». وسار عرفجة والمسلمون من نصر إلى نصر حتى تم لهم دخول المدائن عاصمة كسرى، قال محمود شيت خطاب: « وكان عرفجة أحد الذين أبلوا أحسن البلاء في القادسية وفي المعارك الأخرى التي قادها سعد بعد القادسية حتى دخل المدائن عاصمة الامبراطورية».
وكان فتح المدائن عاصمة الأكاسرة ومقر كنوز كسرى بن هرمز في صفر سنة 16 هـ، وكان الملك كسرى يزدجرد قد هرب إلى حلوان، فأقام عرفجة بن هرثمة مع سعد بن أبي وقاص والصحابة وجند المسلمين في المدائن وأسسوا عصرها العربي. وظَلَّ العرب المسلمين وعوائلهم في المدائن حتى فتحت تكريت، والموصل، وجلولاء، وبعدها تحولت الأسر إلى الكوفة، والبعض الآخر منهم تحول إلى البصرة ومنهم عرفجة بن هرثمة مع عتبة بن غزوان.

### فتح تكريت والموصل ونينوى

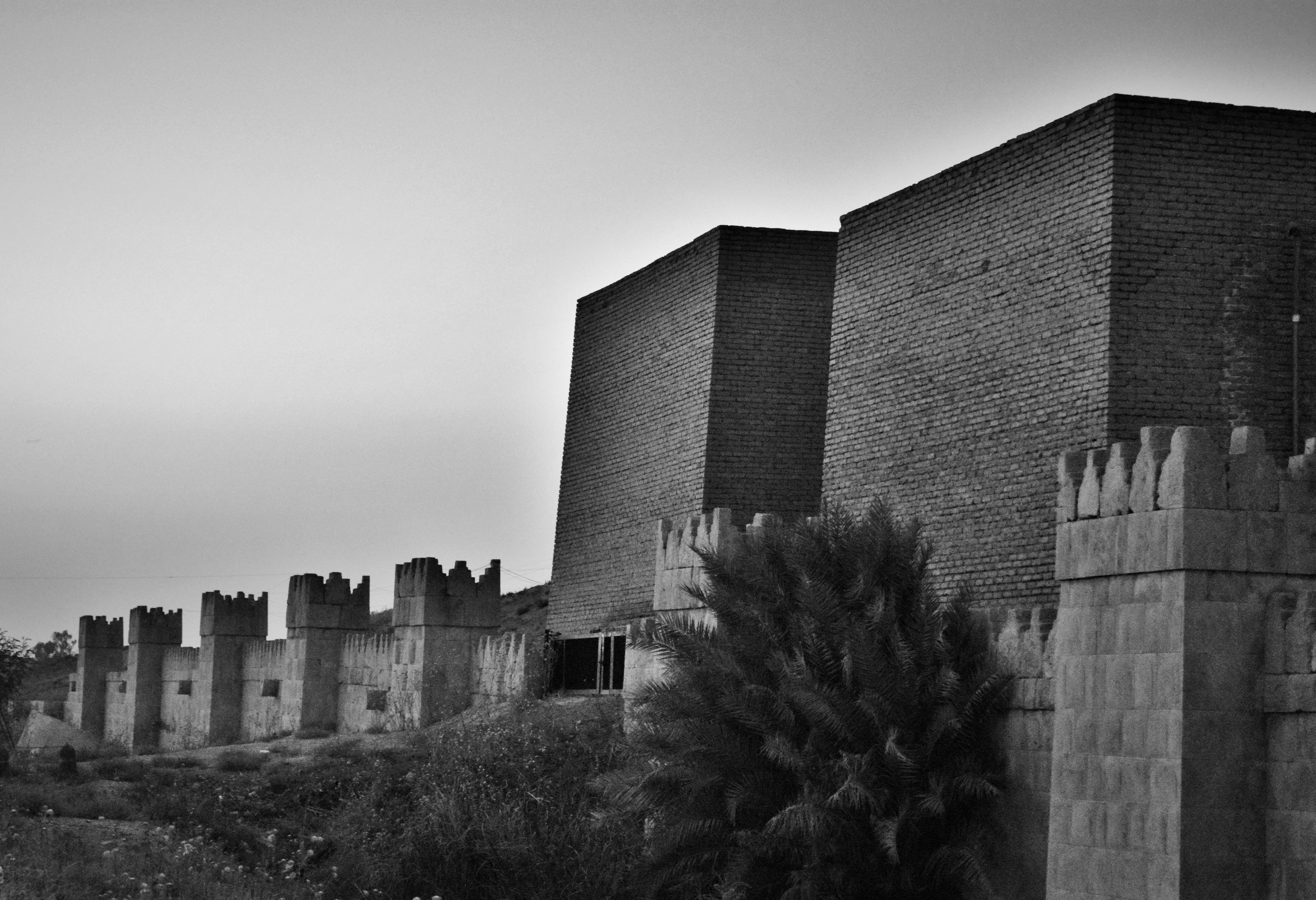
بوابة "أدد" ضمن سور نينوى، وكانت نينوى حاضرة الموصل.

في صفر سنة 16 هـ، لما افتتح سعد بن أبي وقاص المدائن، بلغه أن أهل الموصل اجتمعوا بتكريت على رجل من الروم يقال له: الأنطاق، فكتب سعد لعمر بن الخطاب في قضية أهل الموصل الذين قد اجتمعوا بتكريت على الأنطاق، فأمره أن يعين جيشًا لحربهم، ويؤمر عليه عبد الله بن المعتم، وأن يجعل على مقدمته ربعي بن الأفكل، وعلى الميمنة الحارث بن حسان، وعلي الميسرة فرات بن حيان، وعلى الساقة هانئ بن قيس، وعلى الفرسان عرفجة بن هرثمة، قال ابن الأثير: «فتح تكريت والموصل: وسبب ذلك أن الأنطاق سار من الموصل إلى تكريت وخندق عليه ليحمي أرضه، فبلغ ذلك سعداً فكتب إلى عمر، فكتب إليه عمر: أن سرح إليه عبد الله بن المعتم واستعمل على مقدمته ربعي بن الأفكل، وعلى ميمنته الحارث بن حسان الذهلي وعلى ميسرته فرات بن حيان العجلي وعلى ساقته هانىء بن قيس وعلى الخيل عرفجة بن هرثمة».
وبما أن الفرسان هم القوة الأساسية في الجيوش فإن عرفجة هو القائد الذي كان له الإسهام الأوفر في ذلك المسير والفتح لتكريت والموصل. فقد نزل ذلك الجيش على تكريت في جمادى الأول 16 هـ، فوجدوا أنطاق قد اجتمعت إليه جماعة من الروم ومن مسيحيي العرب من إياد وتغلب والنمر قد خندقوا حولهم، فحاصرهم 40 يومًا حتى يأس العرب وراسلوا ابن المعتم يسألوه السلم، فقبل شريطة أن يعاونوه على عدوه عبر حيلة اتفق معهم عليها. وفي صباح اليوم التالي، شد المسلمون على عدوهم وكبّروا، فكبّر عرب ربيعة، فظن الروم أن المسلمين قد أحاطوهم من الخلف، فاضطربت صفوفهم وتمّ النصر للمسلمين. ثم أرسل ابن المعتم ربعي بن الأفكل وعرفجة في سرية كبيرة إلى الحصنين وهما نينوى (الحصن الشرقي) والموصل (الحصن الغربي) قبل أن تصلها أخبار هزيمة الأنطاق، ففوجئوا بالسرية وخضعوا على أن يؤدوا الجزية.
كان فتح تكريت والصلح مع أهل الموصل ونينوى في جمادى سنة 16 هـ. فلما بلغ عمر بن الخطاب الانتصار، ولى عرفجة بن هرثمة على مالية ضرائب أهل الموصل، وظل عرفجة بن هرثمة على الخراج ستة أشهر من جمادى الآخرة وحتى ذي الحجة، قال الطبري:«ولى - عمر - حرب الموصل ربعي بن الأفكل، والخراج عرفجة بن هرثمة». وقال ابن إسحاق: «وجعل عبد الله على الموصل ربعي ابن الأفكل، وعلى الخراج عرفجة بن هرثمة». وبقي عرفجة على أمور جباية خراج الموصل حتى بعثه عمر بن الخطاب في سبعمائة رجل إلى البصرة مددًا في تمصيرها، وتاركًا الشؤون المالية للحارث بن حسان. كما وجه سعد بن أبي وقاص عبدالله بن المعتم من الموصل إلى الكوفة تاركًا «مسلم بن عبد الله» نائب له على الشؤون الإدارية للموصل، وذلك في محرم سنة 17 هـ.
وفي سنة 18 هـ، نقض أهل الموصل العهد الذي اعطوه لعبد الله بن المعتم وعرفجة بن هرثمة، وذلك بعد أن أنسحبت معظم القوات العربية الإسلامية إلى الكوفة والبصرة - سنة 17 هـ - كما اشرنا سابقًا. وبينما كانت الجبهة الشرقية من العراق مشغولة في حرب الهرمزان، كاتب عمر بن الخطاب عياض بن غنم والي الجزيرة المجاورة للموصل من ناحية الشام، وأمره بتوجيه قوه إلي متمردين الموصل، وفي ذلك يقول خليفة بن خياط: « أَن عُمَر وَجه عياضا فَافْتتحَ الْموصل وَخلف عتبَة بْن فرقد عَلَى أحد الحصنين وافتتح الأَرْض كلهَا عَنوة غير الْحصن فَصَالحه أَهله وَذَلِكَ سنة ثَمَان عشرَة». وقال البلاذري: «ولى عُمَر بْن الخطاب عتبة بْن فرقد السلمي سنة عشرين، فقاتله أهل نينوى فأخذ حصنها، وهو الشرقي عنوة، وعبر دجلة فصالحه أهل الحصن الآخر عَلَى الجزية والإذن لمن أراد الجلاء في الجلاء». ومن النصوص الآنفة - إن صح الخبر - يتضح أن عياض وعامله عتبة بن فرقد اضطروا إلى استعمال القوة من أجل بسط السلطة والنظام على الموصل بعد تمردها. وتجدر الإشارة إلى أن البلاذري طعن في تمرد الموصل وأنها حررت مرة أخرى على يد أهل الشام بقيادة عياض بن غنم وعاملة عتبة بن فرقد، وقال في فتوح البلدان: « وقد قال بعض الرواة إن عياضا فتح حصنا من الموصل وليس ذلك بثبت».

### تمصير البصرة

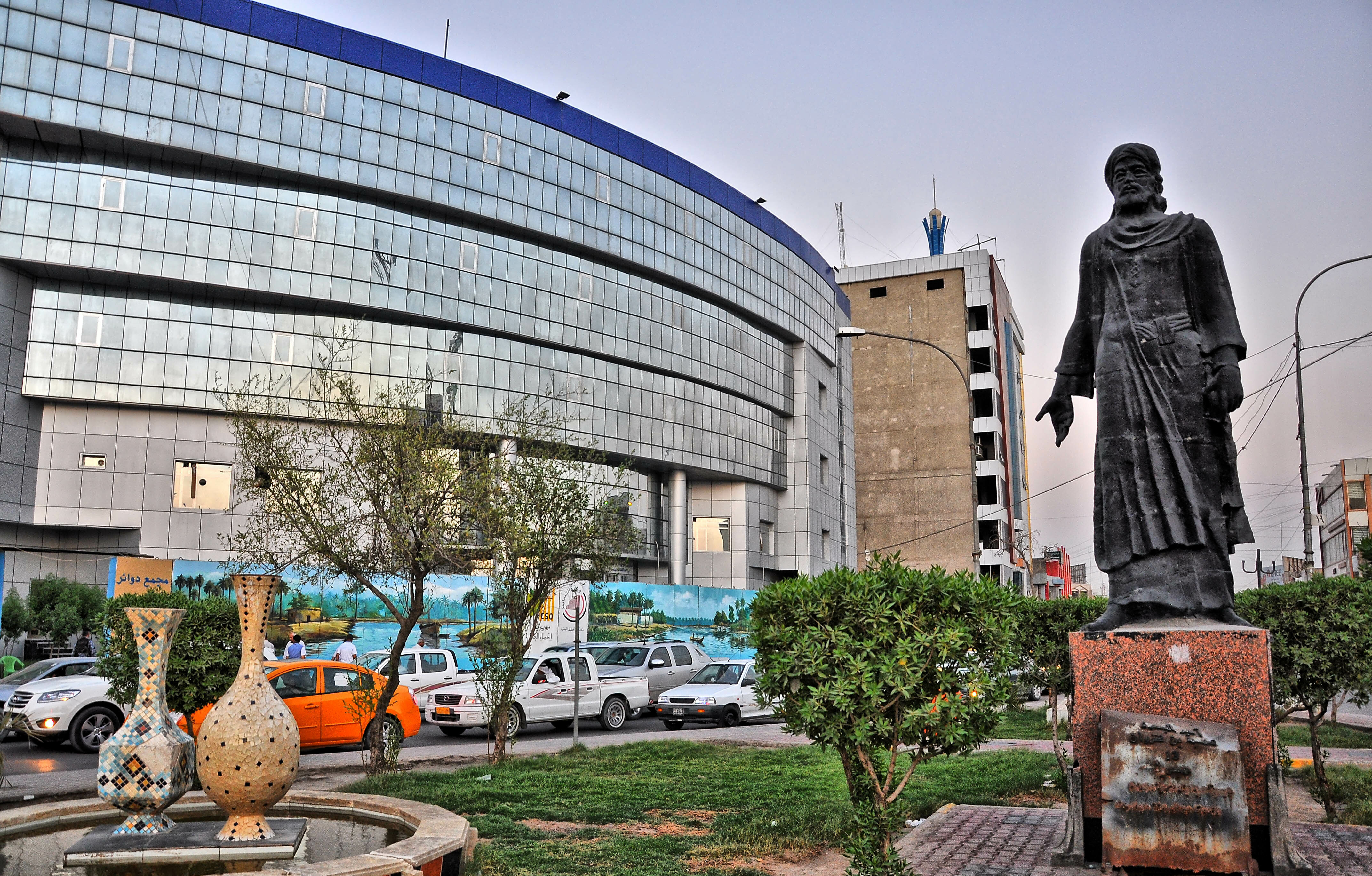
تمثال عتبة بن غزوان مؤسس مدينة البصرة.

كان التمصير في ذي الحجة سنة 16 هـ، وقيل: في محرم سنة 17 هـ، وقد اتفق ابن إسحاق والواقدي وسيف بن عمر أن تمصير البصرة والكوفة في آن واحد. ووجه عمر بن الخطاب عتبة بن غزوان في ثمانمائة رجلاً بينهم سبعون صحابيًا من المدائن إلى البصرة وأمره بتمصيرها، ثمّ أمده عُمر بالرجال على رأسهم عرفجة، وكان التمصير على ثلاث نزلات، وفي ذلك قال سيف بن عمر: « اسْتَقَرَّ بِأَهْلِ الْبَصْرَةِ مَنْزِلُهُمُ الْيَوْمَ بَعْدَ ثَلاثِ نَزَلاتٍ قَبْلَهَا كُلِّهَا، ارْتَحَلُوا عَنْهَا فِي الْمُحَرَّمِ سَنَةَ سَبْعَةَ عَشْرَ، وَاسْتَقَرَّ بَاقِي قَرَارِهِمَا الْيَوْمَ فِي شَهْرٍ وَاحِدٍ»، وقال الواقدي:«كتب عمر بن الخطّاب إلى سعد بن أبي وقّاص أن يضرب قيروانه بالكوفة، وأن ابعث عُتبة بن غزوان إلى أرض الهند فإنّ له من الإسلام مكانًا. فدعا سعد بن أبي وقّاص عُتبة بن غزوان وأخبره بكتاب عمر، فأجاب وخرج من الكوفة في ثمانمائة رجل، فساروا حتّى نزلوا البصرة. فلمّا نزلها عُتبة بن غزوان ضرب قيروانه ونزلها وضرب المسلمون أخبيتهم وخيامهم، وضرب عُتبة بن غزوان خيمة له من أكسية، ثمّ رمى عمر بن الخطّاب بالرجال. فلمّا كثروا بَنَى».
| كان عرفجة الساعد الأيمن لعتبة في الإدارة والجهاد. |
| —محمود شيت خطاب                                   |

عاد عرفجة إلى جنوب العراق في سبعمائة من قومه الأزد بأمر عمر بن الخطاب بتمصير البصرة، تاركًا خراج الموصل للحارث بن حسان، وفي ذلك قال الكلاعي الإندلسي:«مَصَّر المسلمون المدائن وأوطنوها. حتى إذا فرغوا من جلولاء وتكريت وأخذوا الحصنين، كتب عمر إلى سعد أن ابعث عتبة بن غزوان‌ إلى فرج الهند فليرتد منزلا يمصره، وابعث معه سبعين رجلا من أصحاب رسول الله ﷺ، وابعث بعده عرفجة بن هرثمة، واجعل مكانه الحارث بن حسان. فخرج عتبة في سبعمائة من المدائن، وتبعه عرفجة في سبعمائة...حتى أتوا على البصرة اليوم فنزلوها وثبتوا بها». وكان تمصير البصرة على ثلاثة مراحل؛ الأولى بنزول عتبة في سبعين وسبعمائة وتبعه عرفجة في سبعمائة رجل من بارق، والمرحلة الثانية كانت بنزول ألفان وثمانمائة رجل من بنو تميم والأزد وبني شيبان، والمرحلة الثالثة كانت بتوطين سبعمائة من تميم رأسهم سلمى بن القين في آخر شهر محرم سنة 17 هـ.
ولقد ساهم عرفجة بن هرثمة مع عتبة بن غزوان في تأسيس البصرة حيث قاما بتحويلها من معسكر جيش مؤقت إلى معسكر ثابت (مخيم) ثم مدينة، وبذلك تحولت البصرة من بيوت خيام وقصب يتم نزع مساكنها عند المسير للغزو، إلى مدينة حضارية كبرى. وأنزل عتبة وعرفجة الناس منازلهم، واختطوا الخطط للقبائل، ثم بنوا سبع دساكر، في كل دسْكرة نحو سبعمائة نسمة، والدسكرة حي يتألف من بِناء ضخم رئيسي (مبنى خاص بالقبيلة) حولهُ بيوت، وبنى الناس المنازل والدور من طوب اللَّبِن والجص والطين. وقد سكن الأزد دسكرتين الأولى نزلها عرفجة والأخرى أقام بها حذيفة بن محصن وكانوا ناحية العشار، ونزلت بنو تميم دسكرتين في المربد، واستقر بني شيبان ومجزأة بن ثور في دسكرة الزابوقة، ونزل عتبة بن غزوان وسلمى بن القين في دسكرتين بالخريبة - مقر البصرة - وكانوا لفيف من العرب. قال ابن إسحاق: «وجه عُمَر بْن الخطاب عتبة بْن غزوان حليف بني نوفل في ثمانمائة إِلَى البصرة،  وأمده بالرجال، فنزل بالناس في خيم، فلما كثروا بنى رهط منهم سبع دساكر من لبن، منها بالخريبة اثنتان، وبالزابوقة واحدة، وفي الأزد اثنتان وفي تميم اثنتان». وقال البلاذري: «حدثني مُحَمَّد بْن سَعْد عَنِ الواقدي - في إسناده - قَالَ: كان عتبة بن غزوان مع سعد بن أبي وقاص  فكتب إليه عمر أن اضرب قيروانك بالكوفة، ووجه عتبة بْن غزوان إِلَى البصرة، فخرج في ثمانمائة، فضرب خيمة من أكسية، وضرب الناس معه وأمده عُمَر بالرجال، فلما كثروا بنى رهط منهم سبع دساكر منَ اللَّبِن منها بالخريبة اثنتان وبالزابوقة واحدة، وفي بني تميم اثنتان، وفي الأزد اثنتان».

## فُتوحات فارس

### فتح الأهواز، المرة الأولى صلحا

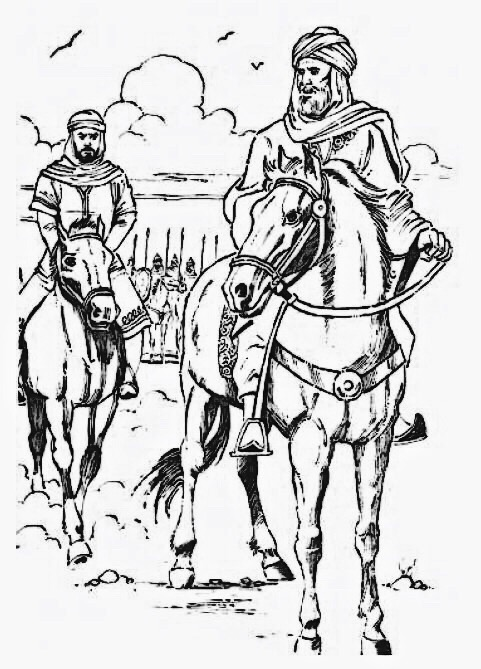
رسمٌ تخيُليٌّ للوالي البدري عتبة بن غزوان ومستشاره عرفجة بن هرثمة.

وبعد أن نزل المسلمون البصرة في ذي الحجة سنة 16 هـ، كان الجيش الإسلامي يتعرض للغارات بين الآونة والأخرى، فقد كانت الأهواز تتاخم حدود البصرة، وكان في الأهواز الهرمزان وهو من سادات فارس وعظمائها وكان يغير على ما بيد العرب، وفي ذلك يقول ابن خلدون: «لما انهزم الهرمزان يوم القادسية قصد خوزستان وهي قاعدة الأهواز فملكها وملك سائر الأهواز، وكان أصله منهم من البيوتات السبعة في فارس، وأقام يغير على أهل ميسان  - منطقة بين البصرة وكسكر - ودست ميسان من ثغور البصرة يأتي إليها من مناذر ونهير تيري من ثغور الأهواز».
فأراد عتبة بن غزوان أمير البصرة أن يسير له جندًا، وكان مع عتبة نحو ثمانمائة رجل، ومع عرفجة بن هرثمة سبعمائة، وكلٍ من حذيفة بن محصن، ومجزأة بن ثور، وحصين بن القعقاع، وعاصم بن عمرو، وسلمى بن القين في سبعمائة جندي. وكان جيش أهل البصرة قليل، مجموعهم نحو خمسة الآف، فاستمد عتبة سعد بن أبي وقاص أمير الكوفة، فأمده. فخرجت جنود البصرة وأمدادهم من أهل الكوفة، فالتقت بالهرمزان بين: دلث، ونهر تيري، فهزمته ودحرته وتبعته حتى سوق الأهواز، مما ألجأ الهرمزان لما رأى لا طاقة له بالقتال، طلب الصلح. وكان قبل ذلك، قد بعث عتبة بن غزوان عرفجة بن هرثمة في كتيبة وأمره أن ياتي كسكر بتخوم ميسان من ثغر البصرة، ليطهرها من جيوش العدو ويقطع الإمدادات عنهم، وجاء في ترجمة عرفجة في كتاب الجامع: «كان عرفجة بن هرثمة من كبار القادة الفاتحين، وهو الذي فتح (رام هرمز) و(تستر) في خوزستان بعد أن طّهر من جيش الفرس المنطقة المسماة كسكر الواقعة على الضفة الشرقية لنهر دجلة»، ويتبين من ربط الواقع أن عتبة بن غزوان بعث عرفجة بن هرثمة لتطهير المنطقة المسماة كسكر، فسار إليها عرفجة - بفرق من الفرسان - فطهرها من جيش الفرس وقطع الإمدادت عن الهرمزان، وتم حصاره، فتهيأ بذلك الطريق لفتح الأهواز.
وكان صلح الفتح الأول - الذي تم بمشاركة عرفجة - لإقليم خوزستان في جمادى الآخرة سنة 17 هـ، وقد قبل عمر بن الخطاب الصلح مع الهرمزان، ووافق الهرمزان أن يعطي الجزية للعرب عن كل منطقة خوزستان بما فيها مدينة الأهواز وما والاها من مدن، وفي ذلك يقول الطبري: «ولما نزل الهرمزان رامهرمز وضاقت عليه الأهواز والمسلمون حلال فيها فيما بين يديه، طلب الصلح، وراسل حرقوصا وجزءا في ذلك، فكتب فيه حرقوص إلى عمر، فكتب إليه عمر وإلى عتبة، يأمره أن يقبل منه على ما لم يفتحوا منها على رامهرمز وتستر والسوس وجندي سابور، والبنيان ومهرجانقذق، فأجابهم إلى ذلك، فأقام أمراء الأهواز على ما أسند إليهم، وأقام الهرمزان على صلحة».
وقد ضَمَّ عمر بن الخطاب جيش الكوفة الذي شهد فتح الأهواز إلى أهل البصرة، وفي ذلك يقول أبو الربيع الأندلسي: «أتى البصرة مع عتبة خمسة آلاف، و كانوا بالكوفة ثلاثين ألفا، فألحق عمر أعدادهم بأهل البصرة، حتى ساواهم بهم، ألحق جميع من شهد الأهواز». ثم أن الهرمزان غدر ونقض الصلح سنة 18 هـ، وفيها هاجم أبو موسى إقليم خوزستان، وفتحها عنوة وأخضعها كاملة لسلطان العرب في سنة 20 هـ.

### إنقاذ جيش العلاء وهزيمة الفرس

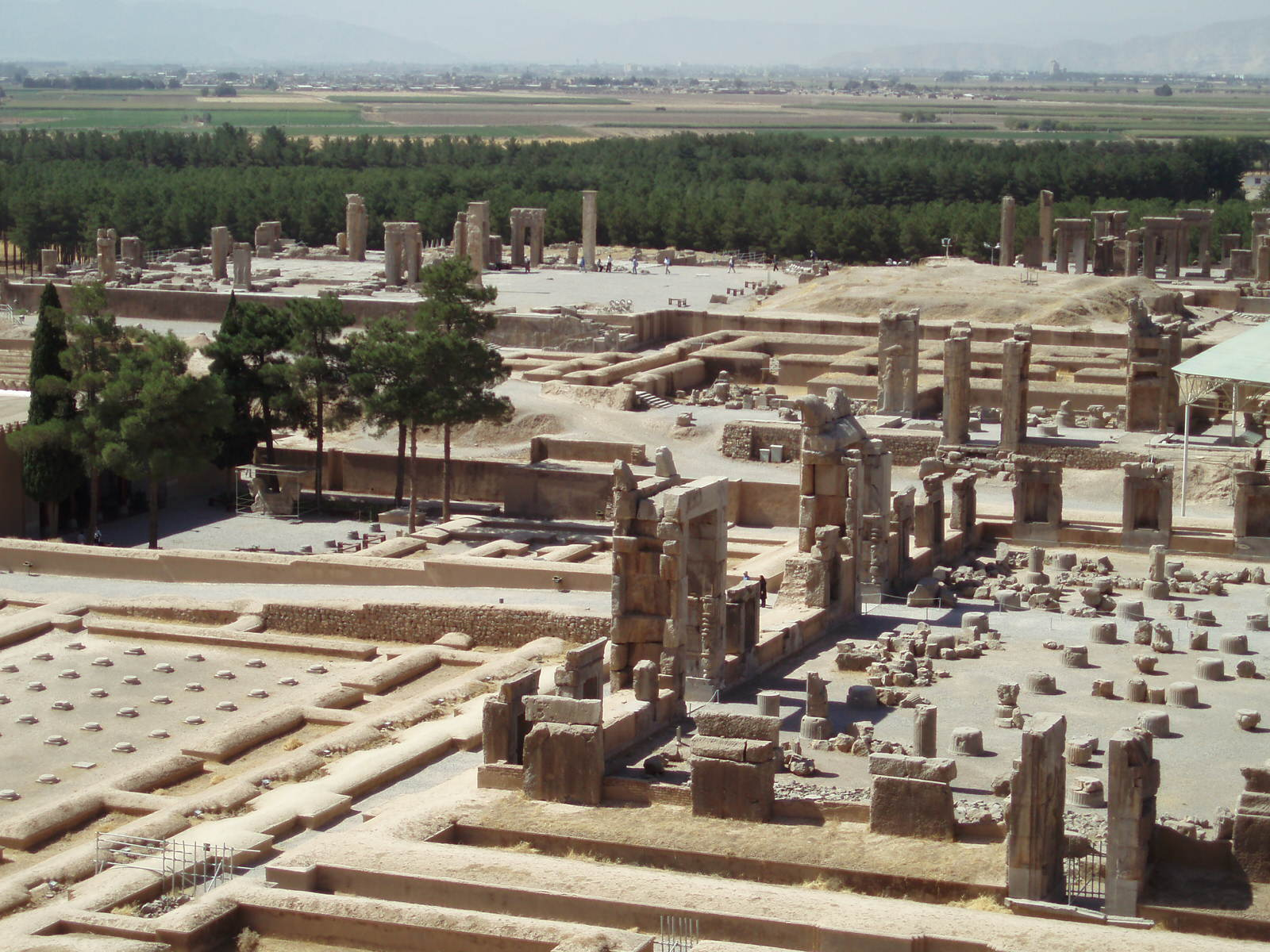
آثار الإمبراطوريَّة الفارسيَّة الساسانيَّة في إقليم فارس.

وفي شعبان سنة 17 هـ كتب عمر إلى عتبة بن غزوان - والي البصرة - يأمره بإنفاذ جند كثيف لنجدة المسلمين الذين أغزاهم العلاء بن الحضرمي إلى إقليم فارس وإصطخر بحراً. قال ابن الأثير: «وأرسل عتبة جيشاً كثيفا في اثني عشر ألف مقاتل، فيهم عاصم بن عمرو، وعرفجة بن هرثمة، والأحنف بن قيس، وعليهم أبو سبرة بن أبي رهم».
وكان سبب ذلك أن العلاء بن الحضرمي أمير ولاية البحرين لما استكمل تأسيس وتجهيز أسطول بحري لغزو وفتح بلاد فارس بحراً، انتدب العلاء الناس إلى فارس، فأجابوه، ووجههم العلاء في البحر إلى فارس بغير إذن عمر، فعبروا بالسفن من البحرين إلى فارس، فنزلوا بإقليم فارس وتوغلوا فاتحين إلى داخل إقليم إصطخر، ثم اجتمع عليهم أهل فارس واصطخر، فحوصر المسلمون، فاقتتلوا قتالاً شديداً بمكان يدعى طاوس، ثم انسحب المسلمون يريدون العودة بالسفن، فحال الفرس بين المسلمين وبين سفنهم، ولم يجدوا إلى الرجوع في البحر سبيلاً، إذ أخذت الفرس منهم طرقهم، فعسكروا وامتنعوا في البر الفارسي، وعادت بعض السفن بالنبأ إلى العلاء، فبعث العلاء إلى عمر بن الخطاب بالخبر طالباً منه توجيه قوة من البصرة لاستنقاذهم، فغضب عمر لأن العلاء أغزاهم في البحر، وكان عمر ينهى عن غزو البحر. قال ابن خلدون في قول ابن الأثير: «وبلغ ذلك عمر - صنيع العلاء - فأرسل إلى عتبة بالبصرة يأمره بإنفاذ جيش كثيف إلى المسلمين بفارس قبل أن يهلكوا، فأرسل عتبة الجنود اثني عشر ألف مقاتل، فيهم عاصم بن عمرو، وعرفجة بن هرثمة والأحنف بن قيس وأمثالهم وعليهم أبو سبرة بن أبي رهم».
قال ابن كثير: «ولما بلغ عمر صنع العلاء بن الحضرمي، كتب عمر إلى عتبة بن غزوان: إن العلاء بن الحضرمي خرج بجيش فأقطعهم أهل فارس، وعصاني، فاندب إليهم الناس، واضممهم إليك من قبل أن يجتاحوا. فندب عتبة المسلمين، وأخبرهم بكتاب عمر إليه في ذلك، فانتدب جماعة من الأمراء الأبطال، منهم هاشم بن عتبة بن أبي وقاص، وعاصم بن عمرو، وعرفجة بن هرثمة، وحذيفة بن محصن، والأحنف بن قيس، وغيرهم، في اثني عشر الفا، وعلى الجميع أبو سبرة بن أبي رهم». ويتبين من مجمل ذلك أن عرفجة خامس خمسة قادة انطلقوا بذلك الجيش العربي من البصرة إلى منطقة إقليم فارس المطلة على الخليج العربي، وأميرهم جميعاً أبو سبرة، وأمره عتبة باستشارة عرفجة، وكان عرفجة الوحيد من بينهم الذي سبق له غزو فارس من البحرين بالسفن وافتتح جزيرة مما يلي بلاد فارس، وبمشورة عرفجة:«سار أبو سبرة بالجيش، وساحل بهم لا يعرض له أحد، حتى التقوا بالمسلمين (الذين بعثهم العلاء وحوصروا بفارس) وكان قد تداعى عليهم أهل فارس من كل ناحية، وكان على أهل فارس وإصطخر الأمير شهرك، فتوافت إلى المسلمين أمدادهم (مع أبي سبرة وعرفجة وبقية القادة) فاقتتلوا، وأصاب المسلمون منهم ما شاؤوا، ثم انكفأوا بما أصابوا، وكان عتبة بن غزوان كتب إليهم بالحث، فرجعوا إلى البصرة سالمين».
ولما رجع ذلك الجيش إلى البصرة، سار عتبة بن غزوان من البصرة لأداء فريضة الحج، وبينما هو راجع من الحج قاصداً البصرة مات في الطريق في ذي الحجة سنة 17 هـ، قال الطبري: «ولما أحرز عتبة الأهواز وأوطأ فارس، استأذن عمر في الحج فأذن له، فلما قضى حجه استعفاه، فأبى أن يعفيه، وعزم عليه ليرجعن إلى عمله، فدعا اللَّه ثم انصرف، فمات في بطن نخلة فدفن». وكان عرفجة بن هرثمة البارقي من كبار القادة المستشارين في ولاية عتبة بن غزوان للبصرة من سنة 14 هـ وحتى وفاة عتبة سنة 17 هـ، وفي ذلك قال محمود شيت خطاب: «وكان عرفجة الساعد الأيمن لعتبة في الإدارة والجهاد».

### فتح خوزستان

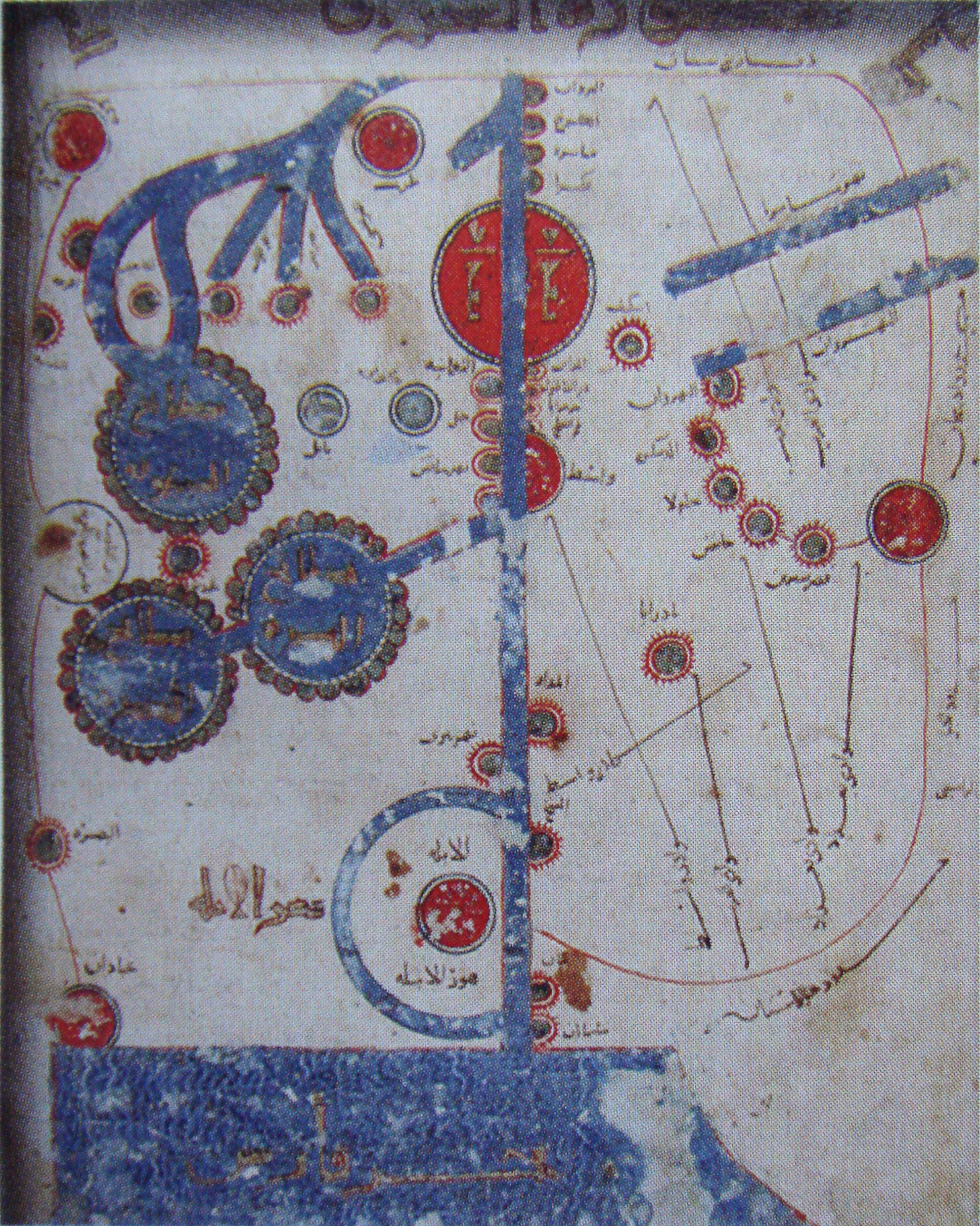
خارطة لإقليم خوزستان كما عرفهُ المُسلمون، من كتاب مسالك الممالك للإصطخريّ.

قال ابن الأثير «قيل: كان فتح رامهرمز وتستر والسوس في سنة سبع عشرة، وقيل: سنة تسع عشرة، وقيل: سنة عشرين» ولا يمكن الجزم بسنة فتوح خوزستان إلا أنها حدثت بعد وفاة عتبة بن غزوان أواخر سنة 17 هـ، وبالتحديد في ولاية أبو موسى الأشعري على البصرة. قال ابن كثير: «ولما استكمل عتبة فتح تلك الناحية، استأذن عمر في الحج فأذن له، فسار إلى الحج، فمات ببطن نخلة، وهو منصرف من الحج، فتأسف عليه عمر، وأثنى عليه خيرا، وولى بعده بالبصرة المغيرة بن شعبة، فوليها بقية تلك السنة والتي تليها، لم يقع في زمانه حدث. ثم بعث إليها أبا موسى الأشعري واليًا عليها».
والصواب أن فتوح خوزستان ابتدأت سنة 18 هـ ولم تنتهي إلا سنة 20 هـ لعظم تلك الناحية، وفي ذلك قال الذهبي: «عَنِ الْحَسَنِ، قَالَ: حُوصِرَتْ تُسْتَرُ سَنَتَيْنِ. وَعَنِ الشَّعْبِيِّ، قَالَ: حَاصَرَهُمْ أَبُو مُوسَى ثَمَانِيَةَعَشَرَ شَهْرًا». وفتوح خوزستان مهدت الطريق في سقوط الإمبراطورية الفارسية سنة 21 هـ في موقعة نهاوند.
وكان عرفجة بن هرثمة من كبار القادة في ولاية أبي موسى للبصرة وفي فتوحاته لإقليم الأهواز وتستر ورامهرمز في خوزستان، وشهد معه فتح نهاوند، قال ابن خلدون: «وكتب - عمر - إلى أبي موسى أن يبعث كذلك جندا كثيفًا مع سعد بن عدي أخي سهيل ويكون فيهم البراء بن مالك ومجزأة بن ثور وعرفجة بن هرثمة وغيرهم وعلى الجندين أبو سبرة بن أبي رهم». ويتبين من مجمل ذلك أن عرفجة كان خامس خمسة قادة انطلقوا بذلك الجيش العربي الإسلامي من البصرة إلى رامهرمز (سوق الأهواز) وكان إلى جانبه كبار الصحابة من الأنصار.

#### رامهرمز
استقر يزدجرد بمدينة مرو بعد خروجه من المدائن وانتقاله من مدينة إلى أخرى، وكان يعمل على إثارة أهل فارس للدفاع عن بلادهم ولاسترجاع ما خسروه منها. واثمرت محاولاته في توحيد جهود الفرس وأهل الأهواز في سبيل صد عدوهم المشترك، فأخبر قادة المسلمين في منطقة الأهواز عمر بن الخطاب باجتماع كلمة اتباع كسرى على قتال المسلمين، فما كان من عمر إلا أن بعث الجيوش من الأمصار إلى الأهواز ليصد طموح يزدجرد، قال ابن الأثير: «وكان سبب فتحها أن يزدجرد لم يزل وهو بمرو يثير أهل فارس أسفًا على ما خرج من ملكهم، فتحركوا وتكاتبوا هم وأهل الأهواز، وتعاقدوا على النصرة، فكتبوا إلى عمر بالخبر، فكتب عمر إلى سعد: أن ابعث إلى الأهواز جندًا كثيفًا مع النعمان بن مقرن، وعجل فلينزلوا بإزاء الهرمزان ويتحققوا أمره. وكتب إلى أبي موسى: أن ابعث إلى الأهواز جندًا كثيفًا، وأمر عليهم سهل بن عدي أخا سهيل، وابعث معه البراء بن مالك ومجزأة بن ثور وعرفجة بن هرثمة وغيرهم، وعلى أهل الكوفة والبصرة جميعًا أبو سبرة بن أبي رهم».
خرج النعمان بن مقرن بأهل الكوفة إلى الأهواز، ثم سار نحو الهرمزان وهو يومئذ برامهرمز، فلما سمع الهرمزان بمسير النعمان إليه، بادره بالقتال ورجا أن يهزمه، وقد طمع في نصرة أهل فارس الذين نزلت أوائل إمدادهم بتُستَر، فالتقى النعمان والهرمزان، فاقتتلوا قتالاً شديداً، وهُزم الهرمزان وأخلى رامهرمز وتركها ولحق بتُستَر وبها جنوده من أهل فارس وأهل الجبال والأهواز. ولما وصل أبو سبرة بن أبي رهم على أهل البصرة ومنهم عرفجة بن هرثمة والبراء بن مالك ومجزأة بن ثور السدوسي إلى سوق الأهواز وعلموا بأن الهرمزان لحق بمدينة تستر، فقصدوها.

#### تستر

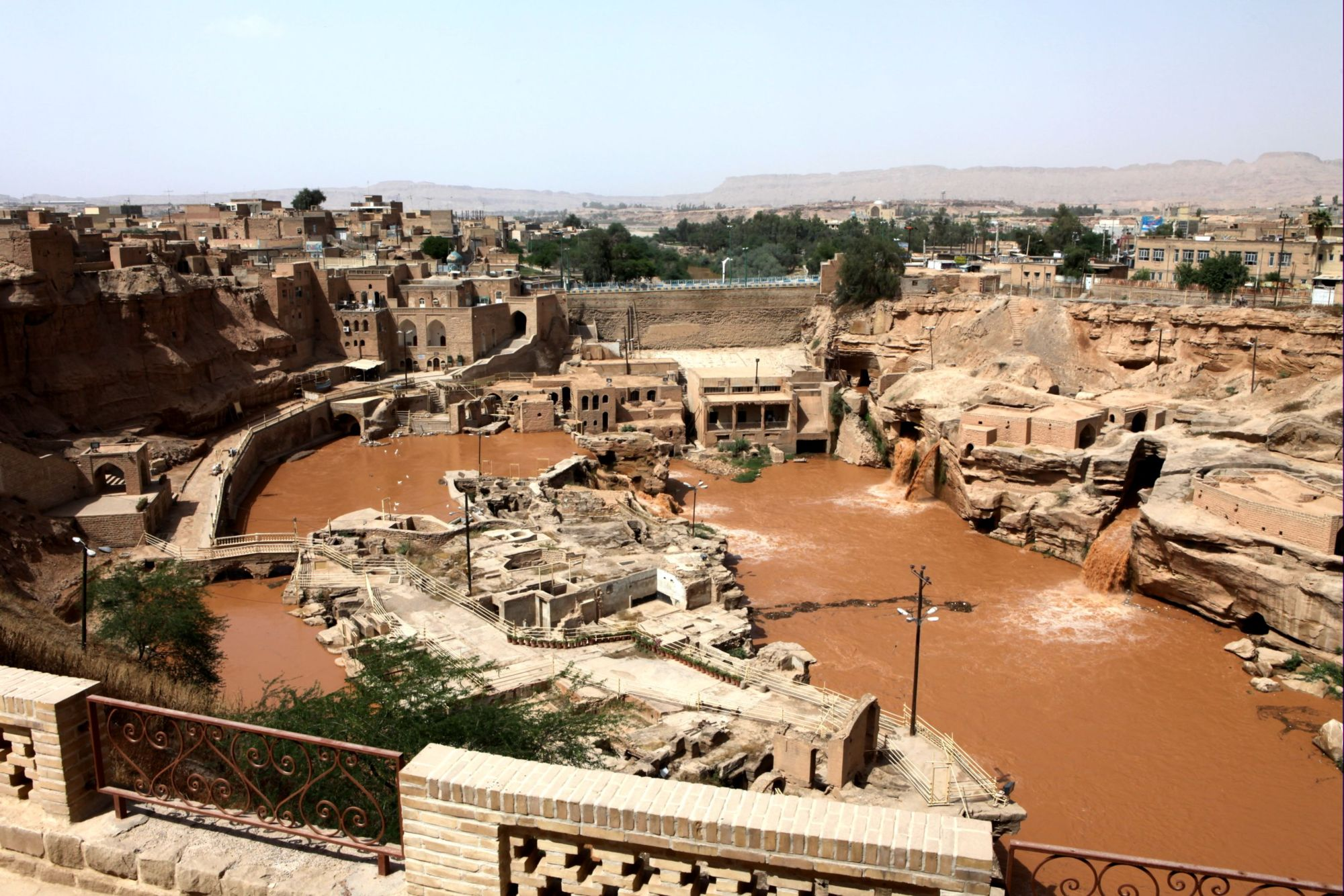
آثار مدينة تستر العظيمة

قصد المسلمون مدينة تُسْتَر وتحشدت حولها كافة قوات المسلمين الموجودين في تلك المنطقة، ثم استمدّ أبو سبرة عمر بن الخطاب، فأمده بأبي موسى الأشعري في جمع آخر من البصرة وجعله على أهل البصرة، والنعمان بن مقرن على الكوفة، واستمر أبو سبرة على الإمرة على جميع أهل الكوفة والبصرة، فحاصروا تُسْتَر أشهراً طويلة وأكثروا فيهم القتل. وزاحفهم الفرس أثناء الحصار ثمانين زحفًا، حتى إذ كان آخر زحف منها اشتد القتال، فانهزم الفرس ودخلوا خنادقهم فافتحها المسلمون عليهم، فلاذ الفرس بالمدينة، فأحاط بها المسلمون.
ورأى الفرس مدينتهم مطوقة بالمسلمين من جميع جوانبها، ولا أمل لهم في الخلاص من هذا الطوق المحكم، لذلك انهارت معنوياتهم، فخرج رجل من الفرس ليدل المسلمين على نقاط الضعف في دفاع المدينة المحاصرة، فدخلها بعض المسلمين فكبروا وردد المسلمون خارجها هذا التكبير، واقتحموا أبوابها وقتلوا المدافعين عنها، وأسروا الهرمزان وشدوه وثاقًا، فأرسله أبو سبرة إلى عمر بن الخطاب مع وفد أنس بن مالك والأحنف بن قيس، وهكذا فتح العرب تستر أعظم مدينة في منطقة خوزستان.
ولكن بعض القوات الفارسية انسحبت منهزمة من تستر باتجاه السوس، فخرج أبو سبرة بن أبي رهم بنفسه في إثر المنهزمين إلى السوس، ونزل عليها ومعه النعمان بن مقرن المزني وأبو موسى الأشعري وعرفجة بن هرثمة وغيرهم من القادات، فطوقت القوات العربية مدينة السوس، واستطاعوا فتحها عنوه، ولكن المدافعين عنها طلبوا الصلح فأُجيبوا إلى ذلك. وكان لعرفجة في فتح خوزستان أحسن البلاء، قال بامطرف في الجامع: «كان عرفجة من كبار القادة الفاتحين، وهو الذي فتح (رامهرمز) و(تستر) في خوزستان».

### نهاوند

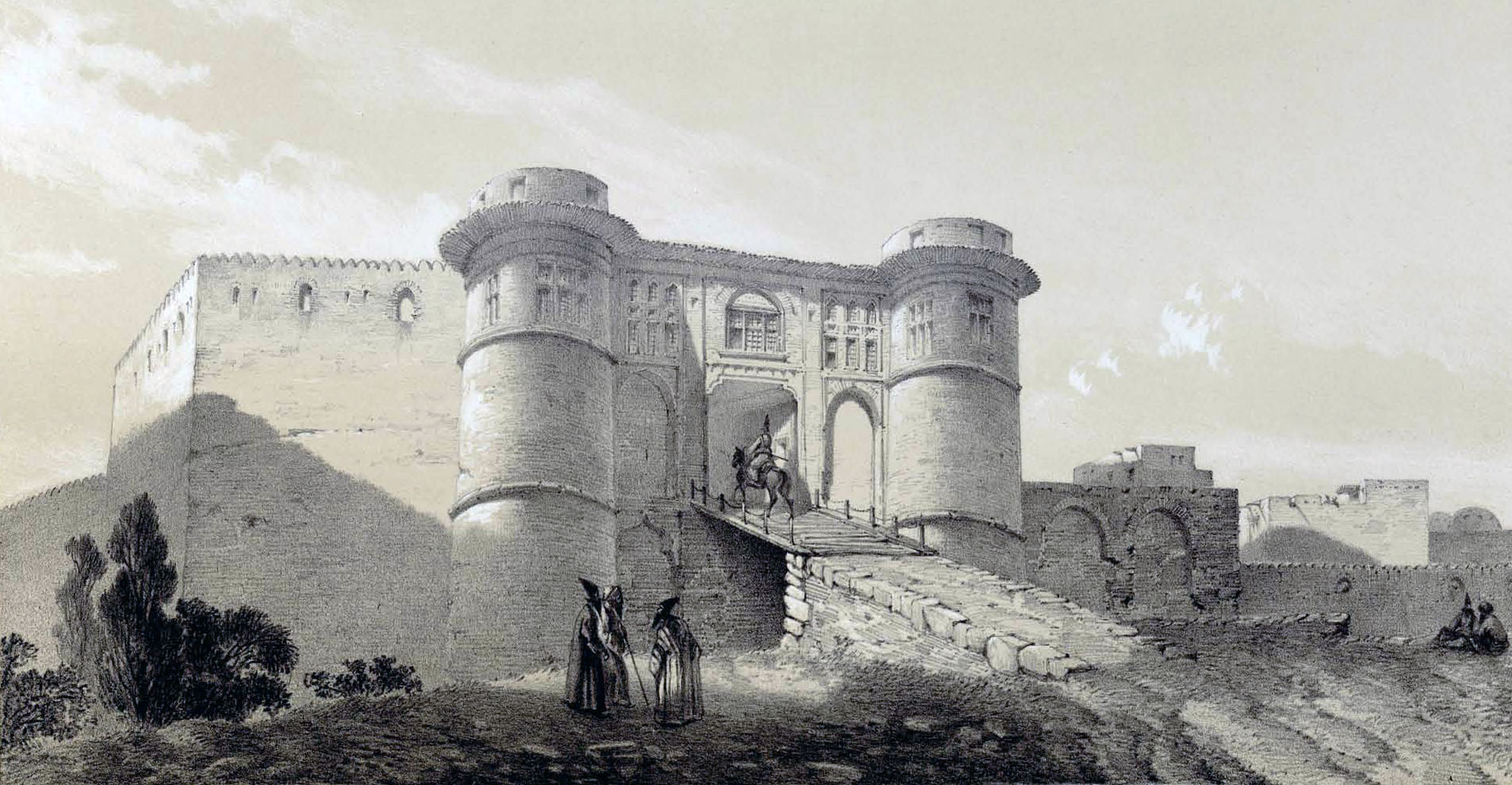
لوحة لقلعة نهاوند، آخر معاقل الإمبراطورية الساسانية.

وبعد فتح السوس توجه جيش المسلمين إلى نهاوند حيث جَرت الوقعة الكبرى التي أطلق عليها العرب اسم فتح الفتوح سنة 21 هـ، وشهد عرفجة بن هرثمة المعركة مع أبي موسى الأشعري على رأس جيش أهل البصرة وتحت لواء النعمان بن مقرن المزني، واستشهد النعمان بن مقرِّن فأخذ الراية حذيفة بن اليمان، وافتتحت نهاوند، فلم يكن للفرس بعد ذلك جماعة، وبها انتهى حكم الدولة الساسانية في إيران بعد أن دام حكمها 416 عامًا.
وبهذه المعركة أُسدل الستار على الحياة العسكرية للقائد عرفجة بن هرثمة، ومنها تحول إلى الإمارة، بعد عشر سنوات في ميدان الفتوحات الإسلامية، قال محمود شيت خطاب: «عرفجة بن هرثمة شَهِدَ فتح مدينة رامهرمز ومدينة تستر، وبقي مجاهدًا في ساحات القتال حتى عاد إلى الموصل سنة اثنتين وعشرين هجرة والياً عليها.» ومن نهاوند عاد عرفجة إلى الموصل والياً عليها بأمر الخليفة عمر بن الخطاب، قال مؤرخ الموصل عبد المنعم الغلامي:«عرفجة بن هرثمة بن عبد العزيز بن زهير البارقي: من رجال الإسلام الأجلاء. شهد فتح تكريت وتولّى خراج الموصل بعد فتحها، ثم عاد إلى جنوب العراق مع قومه الأزد، وقاتل في الأهواز ثم عاد إلى الموصل واليًا عليها بأمر الخليفة عمر بن الخطاب».

## ولاية عرفجة للموصل

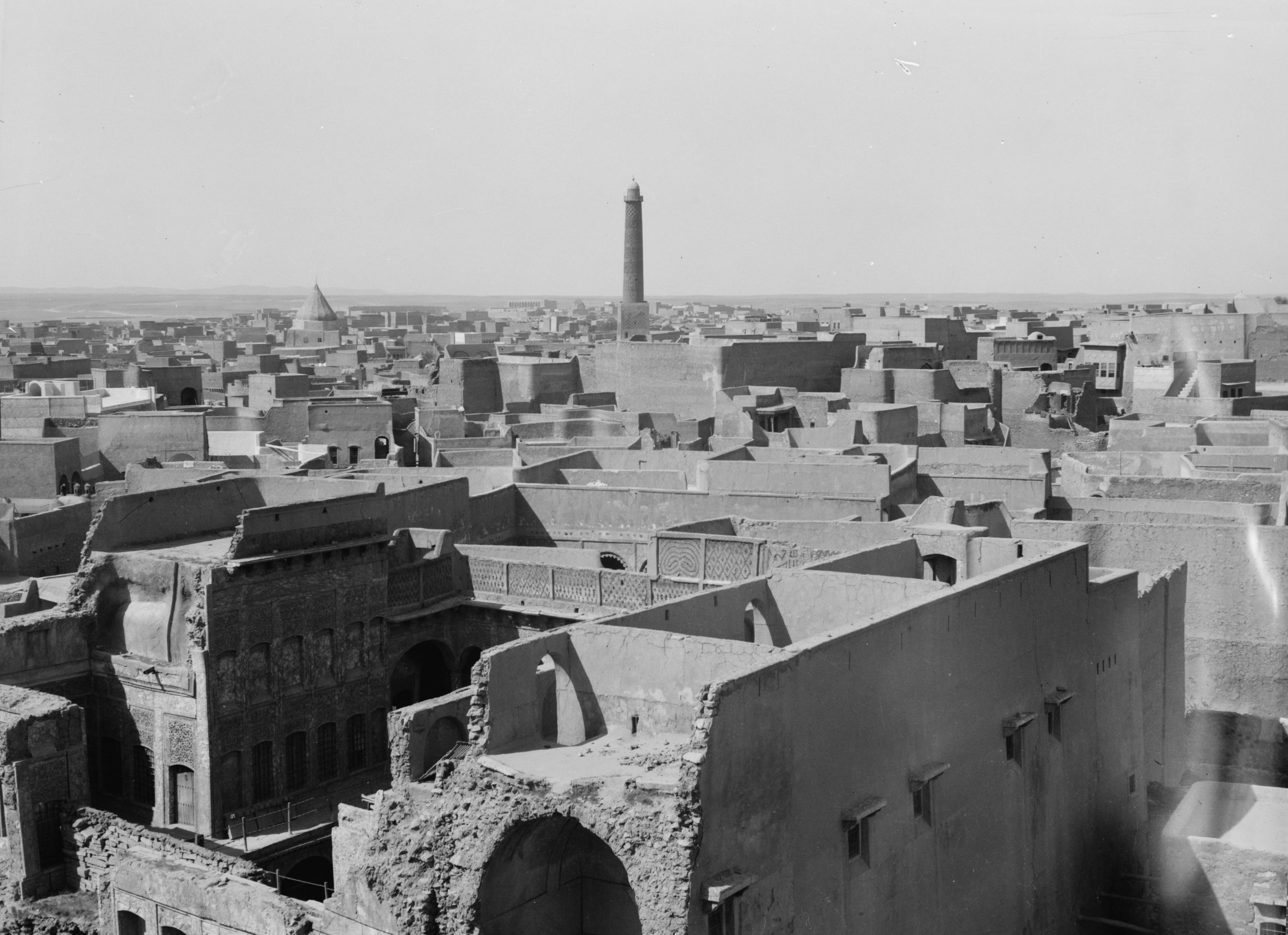
الموصل سنة 1932

في عام 22 هـ - الموافق 642 الميلادية - تسلم عرفجة بن هرثمة سدة ولاية الموصل ودامت ولايته عليها إلى أن توفي عام 34 هجري. وكانت توليته حدثاً تاريخياً هاماً سجلته كتب التاريخ والصحابة، فجاء في كتاب أنساب الأشراف للمؤرخ البلاذري: «ولى عُمَر عتبة بْن فرقد الموصل سنة عشرين، ثُمَّ عزله، وولى الموصل هرثمة بْن عرفجة البارقي». وقال النويري في قول صاحب الكامل في التاريخ:«في سنة اثنتين وعشرين كان فتح شهرزور؛ فتحها عتبة ابن فرقد. وكتب إلى عمر: إنّ فتوحى قد بلغت أذربيجان، فولّاه إيّاها، وولىّ هرثمة بن عرفجة الموصل»،
وقال الذهبي: «عرفجة بن هرثمة البارقي: هو الَّذِي جند الموصل، وواليها لعثمان، وله - فيها - أخبار».
لقد كان تولي عرفجة بن هرثمة أميراً نقطة تحول هامة وعظيمة في تاريخ الموصل، ودامت ولاية عرفجة قرابة 13 عاماً، وهي مدة طويلة نسبياً تتيح لصاحبها المجال والخبرة لتحقيق الكثير من المنجزات في شتى المجالات الإدارية والعمرانية، لذا فقد اقترن أمر تخطيط الموصل وتعميرها باسم هذا الوالي القدير. وكان عرفجة بن هرثمة مؤسس العصر العربي الإسلامي لولاية الموصل، وفي ذلك يقول مؤرخ الموصل: «احتلت الموصل مكانة مهمة في العصر الراشدي، وبعد فتحها مباشرة أصبحت عام 17 ثغرًا تابعًا الكوفة، وكان يقيم بها الوالي أو نائب عنه. ثم مصرها هرثمة بن عرفجة البارقي، وكان أول من اختطها «أي جعل لها خططًا» باسكان العرب فيها، كل في محلة خاصة بهم، فاصبحت أحد الأمصار الإسلامية المهمة، وزاد عدد سكانيها، واصبحت مقراً لاقليم الجزيرة». وقال محمد بن أحمد باشميل: « كانت الموصل ونينوى حصنين حربيين فقط، وكانت الموصل حتى السنة 16 هـ حصنًا لم تمصّر، وكان هذان الحصنان الموصل ونينوى يقعان (تمامًا) شمال تكريت، أمَا نينوى فاسمها قديم في التاريخ، فقد كانت مدينة أشورية وكانت مندثرة، وتقع نينوى على شاطىء دجلة الشرقي، بينما تقع الموصل على الشاطيء الغربي لهذا النهر، وكان اسم الحصنين في تلك المنطقة إذا أطلق فمعناها الموصل ونينوى. والذي حوّل الموصل من حصن فرد إلى مدينة كبيرة هو عرفجة ابن هرثمة البارقي وذلك سنة 21 هـ وبنى بها مسجدًا جامعًا». وقال محمود شيت خطاب: «يذكر التاريخ لعرفجة تمصيره مدينة الموصل الحدباء وجعلها من أكبر قواعد العرب والإسلام».
وأصبحت بلاد الموصل في عهد عرفجة بن هرثمة - ومنذ عهده - ولاية ذات مدن ومناطق شاسعة ومحددة تمتد ما بين حدود ولاية الجزيرة الفراتية شمالاً وولاية الكوفة بالعراق جنوباً. وقد جاء في كتاب معجم البلدان: «المَوْصِلُ: المدينة المشهورة العظيمة إحدى قواعد بلاد الإسلام قليلة النظير كبرًا وعظما وكثرة خلق وسعة، فهي باب العراق ومفتاح خرسان، وسميت الموصل لأنها وصلت بين الجزيرة والعراق». وقد ضمت المناطق التابعة لولاية الموصل مدناً ونواحي وقرى كثيرة شملت معظم المنطقة الشمالية من العراق والجزيرة الفراتية وبذلك كانت تكريت وكركوك والحديثة وشهرزور من ضمن توابع الموصل في ذلك الوقت.

### التأسيس والتمدين
| وكان البارقي ممن يحبون التنظيم والعمران وتخطيط المدن وترغيب العرب في سكنى البلاد التي تفتح وخاصة كالموصل |
| —رئيس جامعة الموصل أبي سعيد الديوه جي                                                                    |

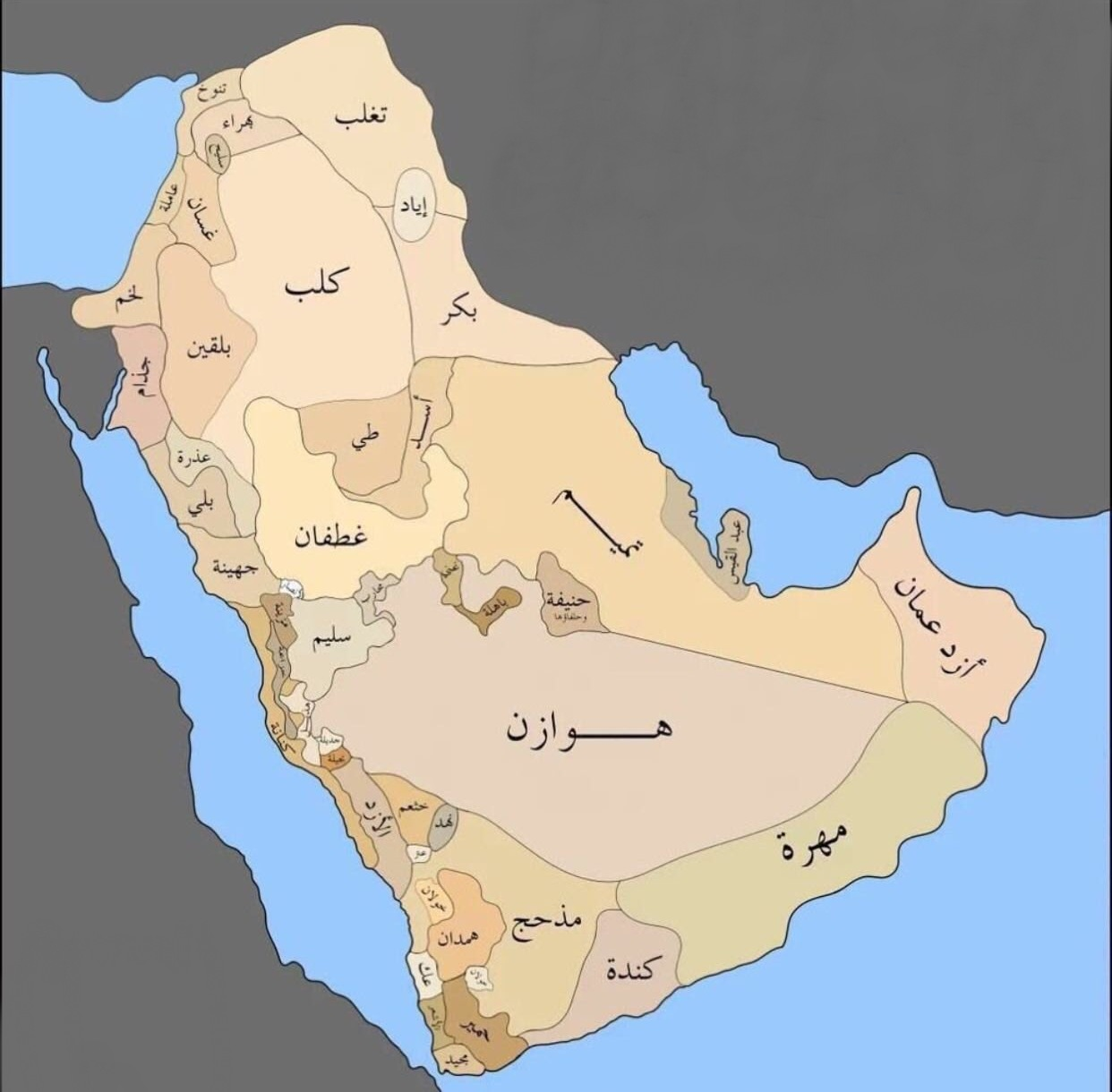
تغلب وإياد والنمر بن قاسط هي قبائل عربية رحالة في مناطق الموصل والجزيرة الفراتية قبل الإسلام، وقد وطن البارقي تلك القبائل في خطط الموصل إلى جانب العرب الفاتحين من الأزد وطيء وكندة.

أربعة مراحل تمدينية كبرى مرت بها الموصل تمت جميعها على أيدي عرفجة، فهو الذي أسس العهد العربي في الموصل، و(الحديثة)، وإقليم حزة، وخطط تلك القرى وحولها إلى مدن مركزية، وقد وطن بالموصل على ضفتيه الفاتحين وعوائلهم كما وطن عرب الموصل والجزيرة الفراتية الرحل، بالإضافة إلى أنه رتب التحصينات والمسالح في بعض الثغور حيث بناء الحصون وندب إليها جندًا ورجالاً لحماية حدود الدولة العربية الإسلامية الناشئة.
1. في سنة 22 هـ بدأ عرفجة بن هرثمة بالعمل الكبير الذي خلده التاريخ وهو تأسيس واختطاط الموصل في مكان الحصن القديم في الضفة الغربية من نهر دجلة،[274] وفي ذلك يقول ابن الكلبي: «أول من مصّر الموصل هرثمة بن عرفجة البارقي في أيام عمر بن الخطاب، رضي الله عنه، وأسكنها العرب».[275] فأسس عرفجة الموصل واختط مساكنها ومبانيَها ومرافقَها العامة ومسجدها الجامع وسورها وأسكن بها العرب المسلمين،[276][277] وجعل الموصل مدينة عاصمة لولاية الموصل ومقراً له،[278] قال ابن الفقيه الهمداني: «أوّل من اختطّ الموصل وأسكنها العرب، ومصّرها هرثمة بن عرفجة البارقيّ، وكان عمر عزل عتبة عن الموصل وولّاها هرثمة، وكان بها الحصن وبيع النصارى ومنازلهم ومحلّة اليهود، فمصّرها هرثمة ثم بنى المسجد الجامع».[279][280]
2. في سنة 23 هـ[معلومة 14] اختار عرفجة قرية قديمة بالقرب من نينوى في الضفة الشرقية لدجلة،[281] عرفت لاحقاً بالحديثة وجعلها مدينة أخرى بالموصل،[282][283] وفي ذلك يقول البلاذري: «لما اختط هرثمة الموصل وأسكنها العرب أتى الحديثة وكانت قرية قديمة فيها بيعتان وأبيات النصارى فمصرها وأسكنها قوما منَ العرب فسميت الحديثة لأنها بعد الموصل، وبنى نحوها حصنًا»،[279][284] وقال شمس الدين الأنصاري: «ومن مدن الموصل: الحديثة وهي في شرقي دجلة وتسمى حديثة الموصل، بناها هرثمة بن عرفجة».[285] وقد وطن عرفجة بها عرب بادية الجزيرة والموصل،[286] وبناء حصنًا وسور، وكانت القلعة التي بناه عرفجة في مدينة الحديثة مقراً للجيوش العربية والإمدادات العسكرية صوب أرمينيا واذربيجان.[287][288]
3. وفي سنة 26 هـ ضم الخليفة عثمان بن عفان حزة - حدياب - لولاية الموصل، وهو إقليم بين الزابين يقال أسسه أردشير،[289] وكانت قاعدته مدينة أربيل.[290] انتهج عرفجة سياسية طيبة مع أهلها، وأسلم على يده وفي عهدة الأكراد، وبنى مسجدًا، وبث فيهم الدين والقرآن، وربط بينهم وبين إخوانهم العرب الفاتحين الذين استقر بينهم البعض.[291] ثم وضع مسالح في هذا الإقليم لضبط الأمن والخراج.[292]
4. وفي سنة 29 هـ توجه الكثير من عمال وقادة بلاد العراق ومشارقها في الجيش الذي بعثة الخليفة عثمان بن عفان بقيادة عبد الله بن عامر أمير ولاية البصرة لفتح أقاصي بلاد فارس وسجستان وخراسان،[293][294] فكان عرفجة البارقي ممن سار مددًا لذلك الجيش والفتح،[295] وكان في ذلك الجيش عدد كبير من قبائل العرب فأقنع عرفجة أربعة الآف منهم بالعودة معه إلى الموصل والاستقرار بها فاستجابوا، فكتب بذلك إلى عثمان بن عفان فأمر بمسيرهم معه بعد فتح أقاصي فارس وسجستان فلما تم الفتح ساروا معه إلى الموصل، وهو ما يستفاد مما ذكره أبو عبيدة معمر بن المثنى: «الذي جند الموصل عثمان بن عفان، وأسكنها أربعة آلاف من الأزد وطيء وكندة، وعبد القيس، وأمر عرفجة بن هرثمة البارقي فقطع بهم من فارس إلى الموصل، وكان قد بعثه عثمان يغير على أهل فارس ».[296] فأسكن عرفجة الأربعة آلاف جندي بالموصل والحديثة على ضفتي نهر دجلة،[297] وأصبحت الموصل إحدى أهم مدن الأمصار التي ابتنيت للمهاجرين والمقاتلين العرب، وقد تدفق إليها من غير العرب الآراميون والفرس بأعداد كبيرة باعتبارها أحد المراكز الحضرية والإدارية والاقتصادية الأسرع نمواً في الإمبراطورية العربية الإسلامية الجديدة.[298][299]

### الجامع

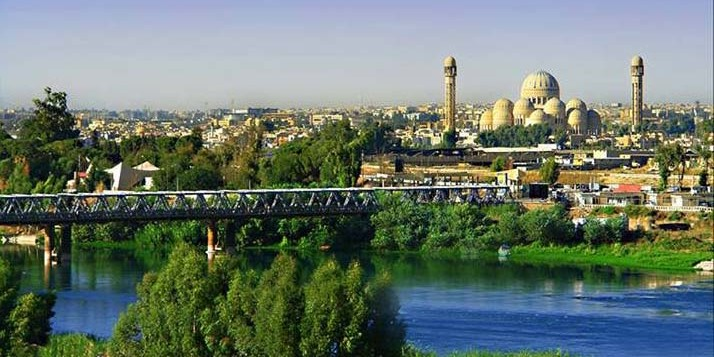
جامع الموصل الكبير، والمدينة التي أسسها عرفجة.

لقد ترك عرفجة بن هرثمة آثارًا في الموصل، منها الجامع الواقع في محلة الكوازين والذي يسمى اليوم الجامع الأموي، ولا يزال هذا الجامع موجودًا حتى اليوم. قال البلاذري: «أن عُمَر بْن الخطاب عزل عتبة عَنِ الموصل وولاها هرثمة بْن عرفجة البارقي، وكان بها الحصن وبيع النصارى ومنازل لهم قليلة عند تلك البيع ومحلة اليهود، فمصرها هرثمة فأنزل العرب منازلهم واختط لهم ثُمَّ بنى المسجد الجامع». قال مؤرخ الموصل عبد الواحد ذنون طه: «المسجد الجامع: أسس هذا المسجد هرثمة بن عرفجة البارقي، الذي عينه الخليفة عمر بن الخطاب  على الموصل بعد عتبة بن فرقد السلمي. وقد وسعه وأعاد بناءه في العصر الأموي مروان بن محمد، فسمي منذ ذلك الوقات بالجامع الأموي. وكان هذا المسجد ملاصقًا لدار الإمارة وحوله الأسواق، التي ربما أنشئت لتكون أوقافاً له». وقال عبد الجبار ناجي:«تشير المصادر إلى أن عرفجة قد ابتنى المسجد الجامع عندما وضع خطط الموصل وأسكنها القبائل العربية. ويبدو أن بناء المسجد الجامع وتوزيع خطط المقاتلين المرافقين لعرفجة جاء في فترة واحدة».
كان لبيت عرفجة من بعده شأن عظيم ومكانة عالية بين أهل الموصل، تقديرًا لجدهم الوالي العظيم. وظلت ذريته مسيطرة على الموصل حتى بداية العصر العباسي، وكان الولاة يخشونهم، لقوة نفوذهم وحب الناس لهم، ولكن نفوذهم كان دينيًا أكثر منه سياسيًا، وفي ذلك يروي ابن إياس الموصلي قائلاً: «كانت أم حكيم بنت يوسف بن يحيى بن الحكم بن أبي العاص تحت هشام بن عبد الملك، فولى أخاها الحر بن يوسف الموصل، فقالت له أم حكيم: تولي أخي الموصل وما قدرها، فقال لها هشام: يا بنت يحيى أما يرضى أخوك أن يصلي خلف الهراثمة؟ يعني ولد هرثمة بن عرفجة البارقي». وهشام بن عبد الملك كان قد سكن الموصل، ويعلم أهميتها وما فيها من قبائل عربية لها تاريخ وكفاح في الفتوحات العربية.

## شخصيته

### مناقبه وصفاته

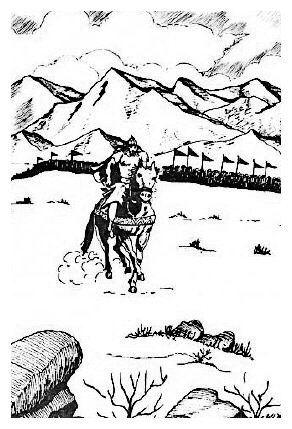
رسمٌ تخيُليٌّ لعرفجة بن هرثمة.

كان عرفجة أحد أشراف العرب الحكام في الجاهلية، وأصبح من سادات المسلمين وقادتهم بعد إسلامه. وكان غنيًا - بل من الأغنياء المعدودين في العرب، كما كان حاكمًا قويًا في إمرته ألف رجل، وفي ذلك قيل عنه: «عرفجة بن هرثمة الأزدي: شيخ - يوم - النخيلة، الذي كان قابضًا على زمام القوة من المال والرجال وحاكم مسكت»، وتولى عرفجة في ريعان شبابه زعامة وسيادة بجيلة في الجاهلية، وعن زعامته قال: « فكنت في هؤلاء أسودهم وأقودهم». ولقد ورث عرفجة الرئاسة عن أبائه، وفي ذلك قال لعمر بن الخطاب: «كنا أصبنا في الجاهلية دما من قومنا، فلحقنا بجيلة. فبلغنا فيهم من السؤدد ما بلغك»، والسؤدد من السيادة والمجد والشرف وكرم المنصب.
تذكر المصادر أنَّ عرفجةَ كان شهماً غيوراً، قوي الإيمان شديد الثقة بنفسه، بعيد النظر، يؤثر المصلحة العامة على مصلحته الشخصية، حكيمًا في عمله حكيمًا في قوله. قال محمود شيت خطاب عن عرفجة: «الذي يقرأ سيرته إنسانًا يتبين أنه كان مؤمنًا حقًا، يتفانى من أجل عقيدته ومبدئه، ولم يكن مرتزقا يجمع الأموال والعقار من أعماله العامة قائدًا وواليًَا، بل ارتفع بنفسه عن المادة الزائلة ليبقى عمله خالصاً لوجه الله وحده. وكان صادقًا وفيًا، شهمًا غيورًا، كريمًا مضيافًا رزينًا متزنًا، عاقلًا ذكياء، يحب لغيره ما يحب لنفسه، وكان إداريًا حازمًا برز في الإدارة بروزًا لا يقل عن بروزه في ميدان الحرب.»
ولقد كان عرفجة أوسع قواد العرب حيلة وأشدهم ذكاء ونكاية، وأبرز صفة تميز بها عرفجة دهاؤه، فقد عده اليعقوبي من دهاة العرب، كما قال عنه عمر بن الخطاب:«وهو ذو مجاهدة للعدو، وذو مكايدة شديدة»، وهو قولاً يدل على المكانة الجهادية القيادية لعرفجة وتقدير عمر بن الخطاب إياه تقديراً عالياً لحنكته السياسية ودهائه، وألزم عمر الوالي عتبة بن غزوان أن يستشير عرفجة ويقربه. كما كان له فراسة عالية، ويُروى عن فراسته أنه لما رأى المهلب بن أبي صفرة حينما كان طفلاً يلعب مع الصبيان سنة 12 هـ، وتفرس فيه عرفجة علامات الرياسة والسيادة قائلاً: «خذوني به إن لم يسد سرواتكم، ويبلغ حتى لا يكون له مثل».

### شخصيته العسكرية والقيادية
اتضحَ من دراسة أعمال عرفجة العسكرية؛ أنه كان يمتلك موهبة إعطاء القرارات الحكيمة السريعة. وكان شجاعاً، واسع الحيلة، ذا شخصية قوية نافذة، له قابلية بدنية ومجاهدة فائقة تعينه على تحمل أعباء القتال، وفي ذلك يقول الطنطاوي: «شجاعة عرفجة أبت عليه إلا أن يختار أخطر ساحات القتال وأشدها ضراوة، وأبلى هناك البلاء الحسن، ورغم سرعته في اتخاذ القرار إلا أنه كان موفقا في كل قرارته...وكان عرفجة يتحمل المسؤولية كاملة بلاد تردد ولا خوف، كما كان يتمتع بسرعة الخاطرة والبديهة نظرا لذكائه واتزانه». وكان جريئاً مقداماً حيث أنه أول قائد عربي في الإسلام ركب السفن في البحر وجرأ العرب من بعده في الغزو البحري.
كان وجود عرفجة في جيش من جيوش المسلمين كافياً لرفع معنويات ذلك الجيش واقدامه، لذلك عمر بن الخطاب كان يعين عرفجة بالاسم في البعوث كلما تأزم الموقف، قال محمود شيت خطاب: «كان عرفجة مثالاً رفيعاً من أمثلة الشجاعة العربية النادرة، وكان في زمانة معدوداً من أفذاذ الشجاعة، لذلك نرى عمر يعينة بالاسم في البعوث كلما تحرج موقف المسلمين في ساحة ما من ساحات الفتح. ولم يكن التوجه إلى العراق يومذاك سهلا، خاصة بعد أن تلقى المجاهدون من المسلمين فيه درسا قاسيا في معركة الجسر، ولكن شجاعة عرفجة ونخوته وشهامته أبت عليه إلا أن يختار أخطر ساحات الفتح الإسلامي، فذهب إلى العراق مختارًا وبذل فيه أقصى ما يبذله المؤمن القوي الشجاع.
وكان سريع القرار صائبه، له نفسية لا تتبدل في حالتي النصر والاندحار، يتحمل المسؤولية كاملة بلا تردد ولا خوف، ويتمتع بمزية سبق النظر لذكائه واتزانه، يثق برجاله ويثقون به ويحبهم ويحبونه، له شخصيّة نافذة وإرادة قوية وماضٍ ناصع مجيد. وكان في أعماله يطبق أهم مبادئ الحرب: يختار (مقصده) بدقة ويتوخاه دائماً، كل معاركه (تعرضية)، يحشد لها أكبر قوة ممكنة، وينفذ خططه بصورة مباغتة ويعمل دائماً على إدامة معنويات قطعاته ويؤمن لها كافة متطلباتها الإدارية.»

### عرفجة في التاريخ
كان عرفجة بن هرثمة صحابيًا جليلاً من قبيلة بارق المشهورة بشجاعتها، ومن أشراف العرب الحكام في الجاهلية والإسلام بدليل اختياره أمير أحد الألوية الإحدى عشرة التي عقدها أبو بكر الصديق. ويعد من كبار الصحابة أولي الشجاعة والمكيدة، وهو من السابقين للإسلام ومن المهاجرين الأجلاء، وفيه يقول محمد بن أحمد باشميل:«كان الخليفة يُجل ويحترم عرفجة لسابقته فِي الإسلام». ويذكر التاريخ لعرفجة بن هرثمة أنه كان أحد إحدى عشرة قائدًا كان لهم الأثر في إعادة المتمردين والمرتدين في الجزيرة العربية إلى سيادة الدولة.
استعمله أبو بكر الصديق على عمل مهرة ثم عزله لركوبه بحر عُمان دون إذنه. ولقد ساهم عرفجة في جَلَّ فتوح العراق وإيران في عصر الخليفة عمر بن الخطاب. ومن أعماله الخالدة أنه مصر الموصل واختطها، وأسكن العرب الفاتحين إلى جانب إخوانهم عرب قبائل إياد وتغلب والنمر، ثم بناء الجامع. وكان ناجحًا في إدارته؛ إذ لم ينتفض عليه أحد ولم يحدث شيئًا في ولايته التي امتدت نحو 13 عامًا، وقد أقره عثمان بن عفان بعد مقتل عمر، وهو أحد اثنين - إلى جانب معاوية - لم يعزلهما عثمان من ولاة عمر بن الخطاب.
قال محمود شيت خطاب: «يذكر التاريخ لعرفجة جهوده الجبارة في قتال أهل الردة في عمان ومهرة، ويذكر له أعماله الفذه في أكثر معارك الفتح الإسلامي في العراق وفارس، ويذكر له أنه أول قائد عربي في الإسلام ركب البحر وجرأ العرب على ركوبه، ويذكر له تمصيره مدينة الموصل الحدباء وجعلها من أكبر قواعد العرب والإسلام. تلك هي مآثر عرفجة في التاريخ، فهل نذكره ونذكرها له، أم ننساه وننساها، لأننا أمة من أخطر عيوبنا النسيان؟!»

## وفاته
كان عرفجة قد أعطى اهتمامًا رئيسيًا لنشر الإسلام، فكانت مدينة الموصل في عهده قاعدة انطلاق وانتشار دين الإسلام إلى أرجاء مناطق ولاية الموصل، فأسلم على يد عرفجة غالبية أهل تلك البلاد من العرب المسيحين، ودخل الأكراد في الدين الجديد، وترسخت دعائم العصر العربي الإسلامي في ولاية الموصل، ولم يزل عرفجة أميراً والياً عليها إلى أن تُوّفيَ سنة 34 الهجرية الموافق 654 الميلادية.

### هوامش
1. ↑  يشير المؤرخون إلى أن بجيلة تفرقت في أحياء العرب منذ يوم حربها مع كلب بن وبرة في موضع يعرف بالفجار - وهو غير حرب الفجار - وقد أعاد شملها وجمعها عمر بن الخطاب (انظر: جمهرة أنساب العرب 1 / 390). نسخة محفوظة 12 أكتوبر 2018 على موقع واي باك مشين.
2. ↑  الردة لوثيمة بن الفرات كتاب مفقود لم يصل إلينا ولا نعرف عنه أكثر من إشارات القدماء، وأبرز من نقل منه ابن حجر في الإصابة، ومادة وثيمة بن الفرات من طريق محمد بن إسحاق.
3. ↑  أقبل الأزد وكنانة وفرسان ورجال قبائلهم إلى عمر بن الخطاب بالمدينة المنورة في أعقاب موقعة الجسر مباشرة، وكان أولئك جميعاً من منطقة واحدة متقاربة إذ أن قبيلة بارق تسكن مرتفعات تهامة من سفوح السراة وأغوارها وتجاورهم كنانة في تهامة من ساحل البحر.
4. ↑  وقد حدد الشاعر والجغرافي أحمد بن ماجد جزيرة لار في شمالي جزيرة هندرابي وجوارها، وقال: وَمَغرِبُ التِّيرِ عَلَى تاروتَاترى القطيفَ عامراً منعوتَاوَتُطلٍقُ من كَهنَ للمَشَارِقِلِنَحوِ لارَ اللِينِ بالحقايقِلارُ وَشَتوارُ وَهَندَرَابيوقَيسُ مَع فُرورَ يا أصحَابيهُم جُزُرٌ بقُربِ برِّ العَجَممِقدَارُ فَرسَخَينِ يا مُعَلِّموَكُلُّ هذي الجُزرِ فيهَا الناسُوالمَاءُ والبَندَرُ والإينَاسُولارُ بَرِّ العَجَمِ مُقَابِلَهبَندَر نخِيلُوَه لَهَا مُوَاصِلَه.
5. ↑  ذكر البلاذري اسم عرفجة بن هرثمة مقلوبًا إلى هرثمة بن عرفجة، وقد نقل عنه هذا الخطأ البلخي وابن الفقيه وياقوت الحموي وآخرون.
6. ↑  في فتح البصرة كان مع عتبة بن غزوان خمسمائة مقاتل، ثم انضاف إليه مدد عرفجة بن هرثمة في سبعمائة، فأصبحوا في الأبلة ألف ومئتي مقاتل، كحد أقصى. والصواب أن مدد معسكر البصرة إلى القادسية كان بين ثمانمائة وألف وخمسمائة مقاتل، وليس رقمًا محددًا.
7. ↑  اختلف في وقعة القادسية متى كانت، فذهب الجمهور إلى أنها في سنة خمس عشرة، ومنهم: ابن إسحاق (انظر: البداية والنهاية 7 / 56)، وخليفة بن خياط (انظر: تاريخ خليفة 1 / 131). وقد حدد المدائني واقعة القادسية في يوم الأثنين 27 شوال من سنة خمس عشرة (طالع الاكتفاء 2 / 477، تاريخ الإسلام 3 / 143). وخالفهم الواقدي وزعم أن القادسية فتحت سنة ست عشرة ونقل ذلك عنه البلاذري (انظر: فتوح البلدان 2 / 313). أما الطبري عن سيف بن عمر فذكر القادسية في سنة أربع عشرة. وقد حقق ابن الأثير رواية سيف بن عمر وذهب إلى أن وقعة القادسية كانت في شعبان سنة خمس عشرة، وأن المسير من القادسية نحو المدائن كان في شوال سنة خمس عشرة (انظر: نهاية الأرب في فنون الأدب 19 / 219). وقد ذهب المؤرخون المعاصرون مع تحقيق ابن الأثير بأن الواقعة كانت في شعبان سنة خمس عشرة، وإنما كان النفير إلى القادسية في سنة أربع عشرة، وللمؤرخ أحمد عادل كمال تحقيقًا مفصلًا في ذلك (انظر: كتاب القادسية ص 230). وقد رُجَّحَ في المقال تحقيق أحمد كمال لشهرته، رغم أن رواية المدائني أرجح الأقوال وأدقها وتتوافق مع أحداث العراق. "نسخة مؤرشفة". مؤرشف من الأصل في 2018-12-22. اطلع عليه بتاريخ 2018-12-21.{{استشهاد ويب}}:  صيانة الاستشهاد: BOT: original URL status unknown (link)
8. ↑  أتفق اليعقوبي وهو ينقل عن المدائني والطبري عن سيف بن عمر في تسعة أسماء، وخالفا بعضهم في الاسم العاشر فذكر المدائني أنه شعبة بن مرة وسيف قال معبد بن مرة، كما أختلفا في حوار هؤلاء المفاوضين مع رستم (انظر: تاريخ الطبري 3 / 33)، (انظر: تاريخ اليعقوبي 2/ 143).
9. ↑  وذكر البلاذري أنه كان فتح عتبة بن فرقد للموصل عنوةً سنة 20 هـ. والأصوب - إن صح الخبر - أنه كان سنة 18 هـ، كما ذكر خليفة بن خياط وابن حجر (انظر: تاريخ خليفة بن خياط 1 / 97)، (انظر: الإصابة في تمييز الصحابة 4/ 364).
10. ↑  وفي رواية سيف، ذكر أن عتبة خرج من المدائن إلى البصرة على رأس سبعين من الصحابة وسبعمائة من المقاتلة.
11. ↑  الرجال الذي أَمَدَّ عمر بهم في رواية الكلاعي، هم: عرفجة بن هرثمة، عاصم بن عمرو، حذيفة بن محصن، مجزأة بن ثور، وحصين بن القعقاع. وكان رؤساء التمصير عرفجة وحذيفة من الأزد، وعاصم بن عمرو وحصين بن القعقاع وسلمى بن القَيْن من تميم، ومجزأة من بني سدوس بن شيبان، وتدل أنباء البصرة في العهود اللاحقة أن غالبية سكان البصرة وبيوتها من الأزد وتميم.
12. ↑  وفي رواية أخرى - عن الواقدي - قال صاحب الطبقات الكبرى: «كان سعد يكتب إلى عتبة وهو عامله، فوجد من ذلك، واستأذن عمر أن يقدم عليه، فأذن له. فاستخلف على البصرة المغيرة بن شعبة، فشكا إلى عمر تسلط سعد عليه، فسكت عمر، فأعاد عليه عتبة وأكثر، قال: وما عليك يا عتبة أن تقر بالأمر لرجل من قريش؟ قال: أولست من قريش؟ قال رسول الله - صلى الله عليه وسلم -: حليف القوم منهم ولي صحبة قديمة. قال: لا ننكر ذلك من فضلك. قال: أما إذ صار الأمر إلى هذا، فوالله لا أرجع إلى البصرة أبدا. فأبى عمر ورده، فمات بالطريق، أصابه البطن. وذلك في سنة سبع عشرة» (الطبقات الكبرى 7 / 8). وقد ذكر ابن إسحاق القصة على نحو ما ذكر سيف بن عمر والواقدي وقال:«استأذن عتبة عُمَر بْن الخطاب في الوفادة عَلَيْهِ والحج، فأذن له فاستخلف مجاشع بن مسعود السلمي، وكان - السلمي - غائبا عَنِ البصرة، وأمر المغيرة بْن شعبة أن يقوم مقامه إِلَى قدومه. وشخص فلما فرغ مما قدم له أمره عمر أن يرجع إلى البصرة واليًا فاستعفى عتبة فلم يعفه، فشخص يريد البصرة فمات في طريقها سنة سبع عشرة، فولى عُمَر البصرة المغيرة بْن شعبة» (انظر: أنساب الأشراف للبلاذري 13 / 299)، (انظر: البلدان وفتوحها وأحكامها للبلاذري 1 / 330).
13. ↑  كما أشار ابن كثير خلت ولاية المغيرة بن شعبة من ذكر أي أحداث غير اتهامه بالزنا، وامتدت ولايته منذ خروج عتبة للحج في ذي القعدة سنة 17 هـ وحتى منتصف سنة 18 هـ.
14. ↑  أُنشئت الحديثة أواخر سنة 23 هجرية في خلافة عمر بن الخطاب. وقد نزلها بعد أن بنيت الوليد بن عقبة وجيشه بعد أن فتح أرمينية وكان نزوله سنة 25 هـ (انظر فتوح البلدن 1 / 235، انظر: تاريخ الطبري 3 / 308). نسخة محفوظة 16 نوفمبر 2018 على موقع واي باك مشين.
15. ↑  المصادر الشيعية تشير إلى أن عرفجة له ابن يدعى الأسود، وكان فاضلاً مجتهداً شاعراً من مقاتلة جيش الشام ثم هرب من معاوية ولجأ إلي علي بن أبي طالب، وأنشأ يقول أبياتاً من الشعر (منها):كانت الشامُ قبلَ شُرحٍ وبيلِلِعَلِيٍّ ظهراً له حدباءْفإذا فأقبل الإمام وقد قالبأناس بحطة الأهواءفاستوى الغث والسمين لدى الناسوقالوا الجماء كالقرناءودعانا عميدُنا شُرَحْبِيلُإلى فتنةٍ بها صَمّاءْفقتَلْنا الذي دعانا إليهِوَثَنينا أعِنّةَ البغضاءْغيرأنا نحبُّ أبا السِّبطينِإذْ كان سيّدَ الأوصياءْشَهِدَ الفتحَ والنَّضيرَ وبدراًوحُنَيناً وأُحدَ يوم البلاءْوله يومَ خيبرَ رايةُ النّصرِوقد فلَّ شوكةَ الأعداءْوله في قُرَيظَةَ الخطرُ الأعظمُإذ قلَّ جِدُّ أهلِ اللّواءْ
وله قصائد أخرى في الخليفة علي بن أبي طالب (انظر: أصحاب أمير المؤمنين والرواة عنه 1 / 60 ، انظر: التبيين في أصحاب الإمام 1 / 52). نسخة محفوظة 13 أكتوبر 2018 على موقع واي باك مشين.

## وصلات خارجية
- ترجمة عرفجة بن هرثمة من كتاب قادة فتح العراق والجزيرة - أرشيف الإنترنت.
- ترجمة عرفجة بن هرثمة من كتاب فرسان النهار من الصحابة الأخيار - أرشيف الإنترنت.
- ترجمة عرفجة بن هرثمة من كتاب الأنساب والأسر - أرشيف الإنترنت.
- ترجمة عرفجة بن هرثمة من كتاب الأعلام للزركلي - أرشيف الإنترنت.
- ترجمة عرفجة بن هرثمة من مجلة الوعي الإسلامي - أرشيف الإنترنت.
- قصة عرفجة بن هرثمة - موقع قصة الإسلام.

| المناصب السياسية  | المناصب السياسية                       | المناصب السياسية           |
| ----------------- | -------------------------------------- | -------------------------- |
| سبقه عتبة بن فرقد | والي الموصل 22 هـ – 34هـ (642م – 654م) | تبعه حكيم بن سلامة الحزامي |